# 富兰克林·德拉诺·罗斯福
富兰克林·德拉诺·罗斯福（英語： Franklin Delano Roosevelt，1882年1月30日—1945年4月12日，縮寫為）是美國民主黨籍政治人物、第32任美國總統，荷兰裔美国人，紐約市羅斯福家族。是美國1920至1930年代經濟危機和第二次世界大戰的中心人物之一。从1933年至1945年間，他連續出任四屆美國總統，亦是唯一連任超過兩屆的美國總統。富兰克林·罗斯福的远房族兄狄奧多·罗斯福（「老羅斯福」）亦曾任美国总统（第26任），故在中文世界經常称呼富兰克林·罗斯福为“小罗斯福”。
在1930年代經濟大蕭條期間，羅斯福推行新政以提供失業救濟與復甦經濟，並成立如公共事业振兴署（WPA）、全国复兴总署（NRA）和农业调整法（AAA）等機構來改革經濟和銀行體系。雖然直到第二次世界大戰爆發為止，美國的經濟仍未能完全復甦，但是他所發起的一些計划，如聯邦存款保險公司（FDIC）、田納西河谷管理局（TVA）以及证券交易委员会（SEC）等，仍繼續在國家的商貿中扮演重要角色。除此之外，在其任內設立的一些制度，包括社會保障法（SSA）和全國勞資關係委員會（NLRB）等仍保留至今。
早在1941年12月以前，英國正與納粹德國作戰，而美軍還未參與第二次世界大戰之際，羅斯福已經利用租借法案援助邱吉爾領導的英國政府及英國軍方。在後方，他引進了價格管制和配給，並將大約11萬位日裔美國人強制扣留。1941年羅斯福以租借法案使美國轉變為「民主國家的兵工廠」。羅斯福與他的助手哈里·霍普金斯緊密合作，使美國成為同盟國主要的軍火供應商和融資者，也使得美國國內產業大幅擴張，實現充分就業，並為非裔和婦女製造了新的機會。而隨著經濟漸有起色，國會內的保守派聯盟（Conservative Coalition）主張失業已經消失，促使如公共事业振兴署（WPA）與平民保育團（CCC）等不少救濟計畫被解散。踏入二戰後期，同盟國逐漸扭轉形勢後，羅斯福對塑造戰後世界秩序發揮了關鍵作用，其影響力在雅爾達會議及聯合國的成立中尤其明顯。後來在美國協助下，盟軍擊敗納粹德國、意大利王國和大日本帝國。
羅斯福被廣泛認為是20世紀的最重要、最具影響力的人物之一。國內方面，強化了聯邦政府的權力推行羅斯福新政，帶領國家走出大蕭條的陰影，並為日後的福利主義奠下基礎；雖受保守派的抵制，但羅斯福的新政聯盟仍佔優勢，直至他在1937年試圖填塞最高法院。羅斯福亦善用媒體宣傳自己和國家政策，例如他本人以廣播形式向基層傳達訊息的爐邊談話，並首次代表美國政府公開支持美國好萊塢電影的發展，使好萊塢作為政治宣傳和美國文化對外輸出的工具。羅斯福政府重新定義了自由主義，並重組了民主黨促成強大的新政聯盟，由此開啟第五政党体系時期，其影響力直至1968年尼克遜當選為止。他與其妻埃莉諾·羅斯福被視為美國現代自由主義的典範。
國外方面，羅斯福讓美國從以往的孤立主義逐漸走向參與和干涉全球事務，並帶領美國參與二戰。然而他不同於往後的美國總統以及英國首相丘吉爾、自由法國領導人戴高樂等同期西方領導人，他與蘇聯領導人史達林等始終保持友好關係，在許多政策上也傾向對蘇妥協（如雅爾達協定），這使蘇聯和共產主義日後得以在歐亞擴張，為形成冷戰局勢埋下伏筆。另外，羅斯福也是第一位將飛機作為交通工具的美國總統，1943年他到摩洛哥參加卡薩布蘭卡會議，為了避免乘坐客輪可能遭到納粹德國潛艇襲擊的威脅，他搭乘波音公司的波音314「狄克西快艇號」，飛行了5,500英里抵達目的地。1945年4月12日，罗斯福因脑溢血在佐治亚州逝世，在他死后由当时的美国副总统哈里·杜鲁门接任美国总统。
羅斯福被認爲是美國歷史上最偉大的總統之一，美國在線曾于2005年舉辦“最偉大的美國人”票選活動，罗斯福被選為美國最偉大的人物中的第十位，2006年，被美国权威期刊《大西洋月刊》评为影响美国的100位人物第4名。 然而，羅斯福的新政實行凱恩斯主義，與秉持「小政府，大巿場」的不干預原則相左，受到部分保守派批評。此外，羅斯福在私刑立法的問題上拖延不決，以及打破自首任總統華盛頓開始形成總統不得連任多於一次的不成文慣例，使其存在具有爭論性的評價。

## 个人生涯

### 姓氏
羅斯福是英语化的荷蘭姓“van Rosevelt”或“van Rosenvelt”，原意為「玫瑰原野」。雖然有些人讀作[ˈruːzəvɛlt]，但羅斯福自己則習慣讀作[ˈroʊzəvəlt]，母音如英文的rose。
作為紐約州最富有和最古老的家族之一，羅斯福家族在政治以外的其他領域也卓然有成。羅斯福的堂姐埃伦·罗斯福是1890年美国国家网球锦标赛女子單打和雙打冠軍，並入选国际网球名人堂。
罗斯福的母親用她最喜歡的叔父富蘭克林·德拉諾的名字為羅斯福取名。德拉诺家族的祖先于1621年来到美洲，名為菲利普·德拉诺耶（Philipe de la Noye），是第一位登陸新大陸的克爾文派胡格諾派教徒。其家族姓氏隨後盎格魯化，變成了德拉諾（Delano）。

### 早期生活

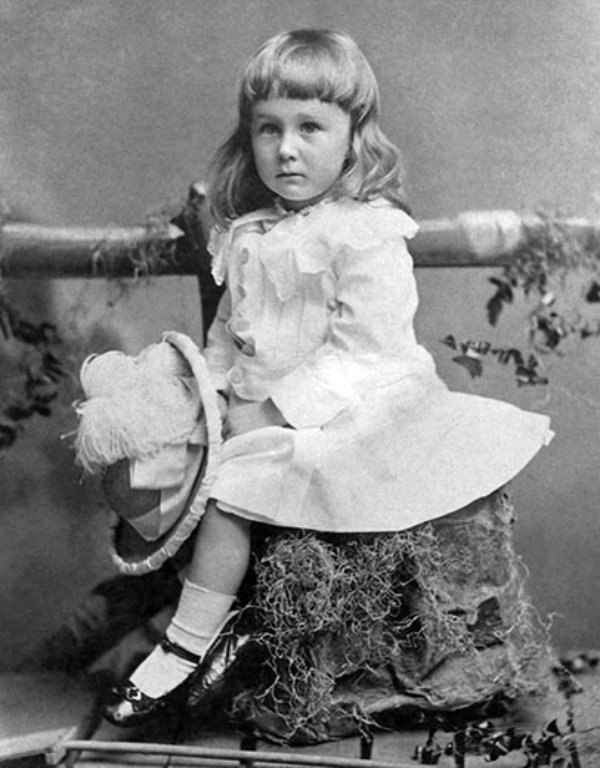
1884年，未行穿裤礼、2岁时的罗斯福的照片

富蘭克林·德拉諾·羅斯福于1882年1月30日出生在纽约州哈得孫河谷中的海德公园。其父親老詹姆斯·罗斯福和母親萨拉·罗斯福分別來自紐約州富裕的荷蘭裔和法裔大家族。富蘭克林是他們唯一的孩子。他的祖母瑪麗·丽貝卡·阿斯平沃爾（Mary Rebecca Aspinwall），是第五屆美國總統詹姆斯·门罗的妻子伊丽莎白·门罗的第一表親。他的祖先之一是約翰·洛思罗普，亦是贝内迪克特·阿诺德和約瑟·斯密的祖先。他母親一方的一位遠親是作家劳拉·英格尔斯·怀尔德。他的外祖父小沃伦·德拉诺在澳門、广州及香港的12年期間由茶葉貿易中賺取了100多萬美元。但返美後，德拉諾二世在1857年经济大恐慌失去了所有。1860年，他回到中國，藉著鴉片貿易而大發橫財。他為当时正处于南北戰爭中的美國戰爭部销售以鴉片为基材的藥物，但并非壟斷。
罗斯福5岁时跟随父亲去见当时的总统格罗弗·克利夫兰，总统曾给他一个奇怪的祝愿：「祈求上帝永远不要让你当美国总统」。可是他却成了美国历史上执政时间最长的总统，也是最有威望的总统之一。

1899年，年輕的富蘭克林·羅斯福（左一）與他的父親老詹姆斯·羅斯福和姐姐海倫·R·羅斯福坐船航行

羅斯福在優越的環境下長大。薩拉是一個有支配欲的母親，而詹姆斯則是一個年老而冷淡的父親（羅斯福出生時他已54歲）。薩拉對羅斯福的早年生活有著決定性的影響。頻繁的歐洲旅行使得羅斯福對德語和法語熟稔。羅斯福還學會了騎馬、射擊、划船、打馬球和網球。
羅斯福入讀位於麻薩諸塞州的聖公會寄宿制的格羅頓學校。當時的學校校長恩迪科持·皮博迪認為基督教徒應幫助窮人並積極投身公共服務，羅斯福深受其影響。羅斯福进入哈佛大學后，居住在豪華的宿舍並成为Alpha Delta Phi兄弟會成員。他還曾擔任《哈佛克里姆森報》的主編。在校期间，罗斯福的遠房堂兄西奧多·羅斯福就任美國總統，而西奧多精力旺盛的領導作風和改革的熱情使得羅斯福以他為英雄榜樣。1902年，羅斯福在白宮招待會上遇到了其未來的妻子，即西奧多的侄女埃莉诺·罗斯福（他們曾在兒時見過，不過這次是他們第一次真心邂逅）。埃莉諾和富蘭克林是隔了五代的親戚，彼此間曾經分開過一段時間。他們都是克拉斯·马滕斯·范盧森斐（Claes Martensz van Rosenvelt）的後裔。盧森斐是在1640年代從荷蘭移民到新阿姆斯特丹（曼哈頓）。盧森斐的兩個孫子約翰內斯和雅各布分別開始了長島和哈得遜河的羅斯福家族分支。埃莉諾和西奧多·羅斯福來自約翰內斯的一支，而富蘭克林·羅斯福則來自雅各布的一支。
羅斯福1903年取得哈佛大學歷史學士，於1904年進入哥伦比亚大学法学院，但於1907年輟學（沒有畢業），因為他已通過紐約州律師考試。1908年，他為聲譽卓著的華爾街卡特·莱迪亚德和米尔本律师事务所所雇用，主要處理有關公司法的事務。

### 婚姻與家庭
1905年3月17日，儘管母親強力反對，但罗斯福还是与埃莉諾·罗斯福結婚。埃莉諾的二伯父西奥多·罗斯福代埃莉諾已去世的父親埃利奥特·布洛克·罗斯福出席婚禮。這對年輕夫婦搬進羅斯福家族產業斯普林伍德庄园。後來羅斯福的母親成了家中常客，這造成了埃莉諾的苦惱。羅斯福是一個富有魅力、英俊並熱衷於社交活動的人，而埃莉諾則是一個害羞和討厭社交活動的人，最初她只是待在家中撫養他們的六個孩子。
这六个子女是：
- 安娜·埃莉诺（英语：Anna Roosevelt Halsted）（1906年至1975年，享年69歲）
- 詹姆斯（英语：James Roosevelt）（1907至1991年，享年84歲）
- 小富蘭克林·德拉諾（1909年3月3日至1909年11月7日；在世僅249天）
- 埃利奥特（英语：Elliott Roosevelt）（1910年至1990年，享年80歲）
- 第二個小富蘭克林·德拉諾（1914年至1988年，享年74歲）
- 約翰·阿斯平沃爾（英语：John Aspinwall Roosevelt）（1916年至1981年，享年65歲）

1905年，羅斯福與埃莉諾在加拿大坎波贝洛岛

羅斯福有許多婚外的感情，埃莉諾的社交秘書露西·默塞尔·拉瑟弗德便是與其有染的幾個女人之一。他们的關係從1914年露西剛被雇用後不久即開始。1918年9月，埃莉諾在剛從第一次世界大戰歸來的羅斯福行李中發現兩人的信件，風流韻事因此被揭發。根據羅斯福家族記載，埃莉諾想和羅斯福離婚，这样他就可以與他所愛的女人在一起了。但是露西是個天主教徒，不能把自己嫁給一位離過婚還外帶有五個子女的男子。另一方面，露西的親屬则堅持認為她想結婚，但「埃莉諾不願意讓步」。根據羅斯福傳記作家让·爱德华·史密斯表示，一般大眾較傾向埃莉諾確實愿意「給羅斯福自由」。不過，他們在羅斯福顧問路易斯·麦克亨利·豪非正式地調停下勉强合好，並且羅斯福答應永不再見到露西。羅斯福母親莎拉亦加入調停，並且告訴羅斯福說如果他離婚的話，家族會因此而蒙羞，並且「不會再給他一分錢」。埃莉諾在瓦尔基爾的海德公园建造了一幢獨立的房屋獨自居住。他們的婚姻在美國被稱做「權宜婚姻（marriage of convenience）」。
羅斯福和露西間仍保持了禮貌性地書信來往，但他們也沒有去看對方，一直到1941年。露西被美国特勤处授予代號「約翰遜夫人」。直到20世紀60年代大眾才知曉這個绯聞。
羅斯福與埃莉諾的五個子女在羅斯福的陰影下過著紛亂的生活。四個兒子都在第二次世界大戰中參軍並因英勇作戰而獲得勳章。其中兩人當選過美国众议院議員—小富蘭克林代表曼哈頓上西邊擔任眾議員，詹姆斯則代表加州第26區擔任眾議員，兩者皆数次尋求更高職位但都遭遇失敗。
羅斯福的狗，法拉，也成為當羅斯福在白宮期間眾所周知的一個伴侶，並被稱為「世界上最上鏡的狗」。

## 早期政治生涯

### 州参议员
1910年，羅斯福自达切斯县海德公园選區當選纽约州参议员，而民主黨自1884年以來就從未染指過这一位置。他挾著羅斯福家族的盛名，以及財富、威望和在哈德遜河谷的影響、以及那年民主黨選舉的大勝把他送進了紐約州州府奧爾巴尼。1911年1月1日，羅斯福進入州參議院，並很快成為反對坦慕尼協會的改革集團的領袖，该协会是控制民主黨的曼哈頓政治機器。罗斯福很快成為紐約州民主黨的黨內之星。羅斯福于1912年11月5日再次當選州參議員，而在1913年3月17日辭去職務。

### 海軍助理部長

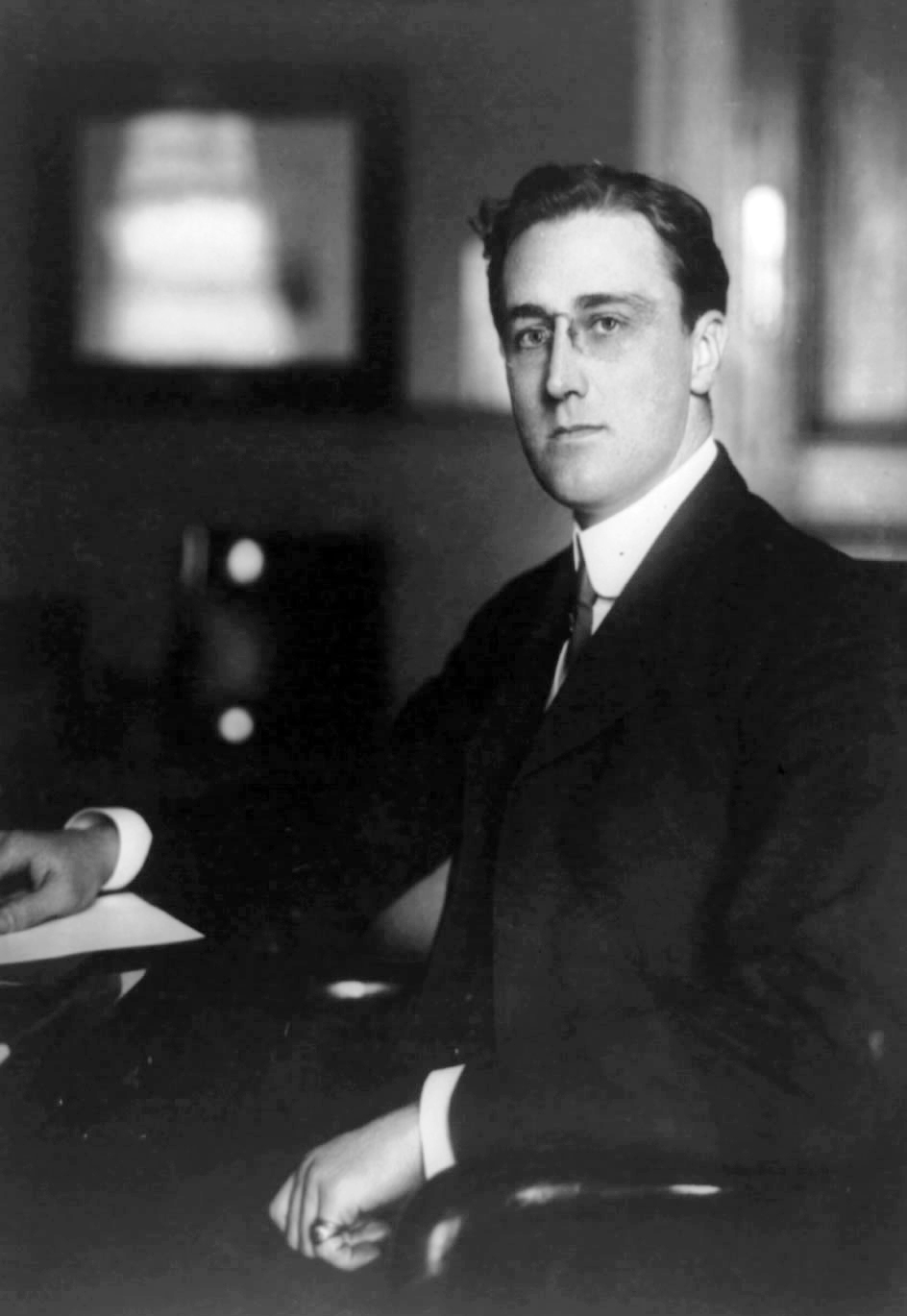
时任海軍助理部長的富蘭克林·德拉諾·羅斯福

1913年，美国總統伍德羅·威爾遜任命羅斯福為海军助理部长，協助部長约瑟夫斯·丹尼尔斯工作。1914年，羅斯福在競選美國參議院議員的民主黨黨內初選中，被有坦慕尼協會背景的詹姆斯·W·杰勒德擊敗。在任助理部長期间，羅斯福一直致力於擴大美國海軍規模，並建立了美国海军预备队。威爾遜總統將海軍和海軍陸戰隊調往中美洲和加勒比海地區國家以干涉其內政。在為競選1920年美國副總統而發表的一系列演講中，羅斯福宣稱身為海軍助理部長的他，在拉丁美洲政治中扮演了重要角色，甚至在1915年促使將美國向海地徵稅的條款寫進了後者的憲法中。
羅斯福在海軍中建立了終其一生的影響。他展示出了卓越的管理能力，並迅速學會了如何與國會和其他政府部門談判以爭取財政預算。羅斯福是潛艇的積極推动者，並為打擊威脅盟軍航運的德國潛艇，而建議在挪威至蘇格蘭之間的北海海域中建立起水雷陣。1918年，羅斯福前往英國和法國視察美國海軍的軍事設施。視察期間，他第一次遇到了溫斯頓·邱吉爾。雖然他反對完全解散海軍的計劃，但在1918年11月第一次世界大戰結束時，羅斯福仍被指派去處理軍隊複員事务。1920年7月，羅斯福辭去海軍助理部長一職。

### 競選副總統

考克斯／羅斯福海報

在1920年民主黨全國大會上，羅斯福被推舉為美国副总统候選人，與俄亥俄州州長詹姆斯·米德尔顿·考克斯搭檔共同參加1920年美国总统选举，但最終被共和黨候選人沃伦·加梅利尔·哈定擊敗。選舉後，羅斯福回到紐約法律界，僅有少數幾人認為他會很快再競選公職。

### 疾病癱瘓

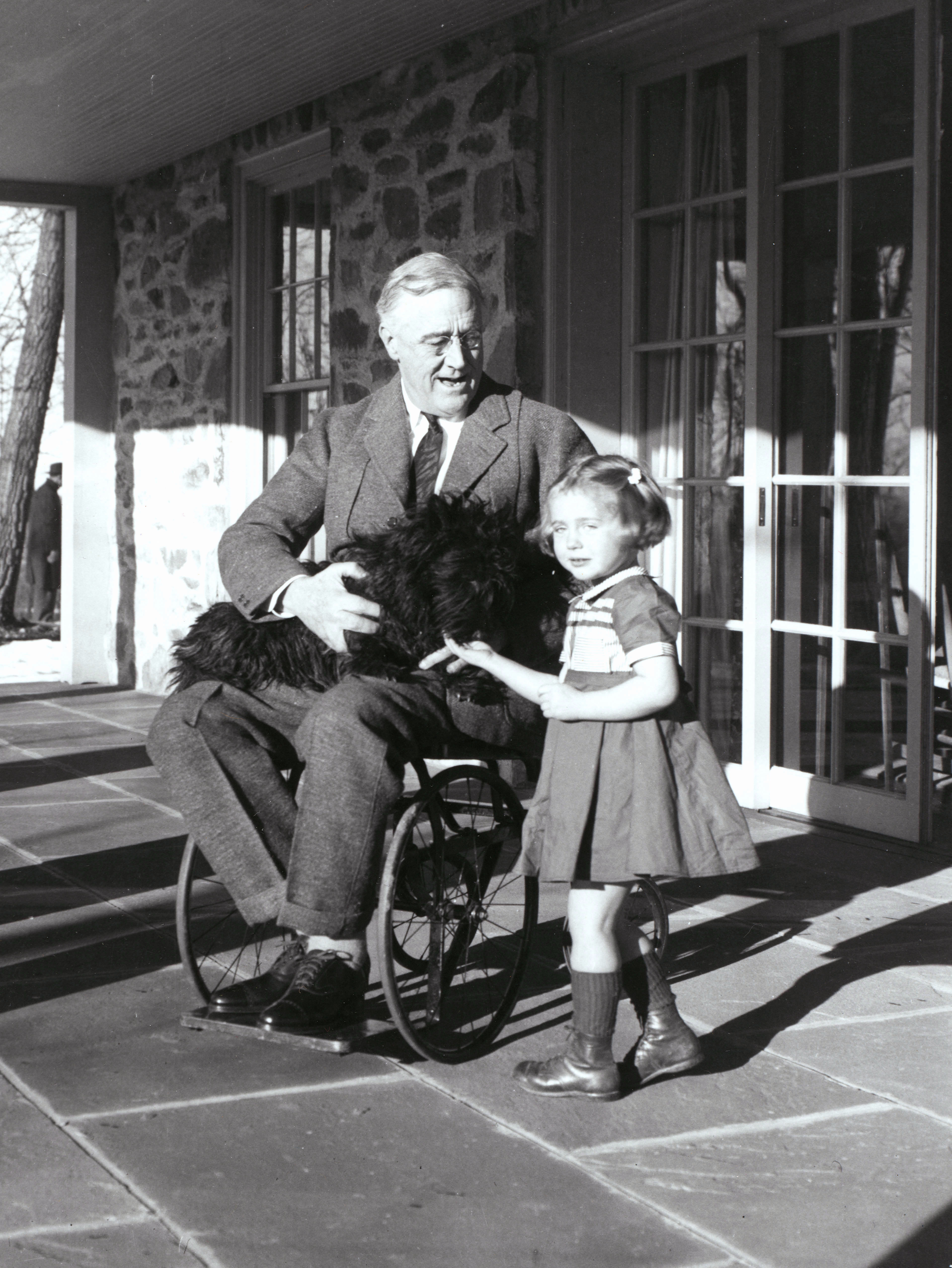
已知的羅斯福坐輪椅的少量照片之一，懷抱中的為其愛犬法拉

1921年8月，在加拿大新不伦瑞克省坎波贝洛岛度假的羅斯福突患疾病並被確症為脊髓灰質炎，導致其腰部以下完全永久性癱瘓。在此後的生命中，羅斯福一直拒絕接受這一事實，並進行了大量的治療，包括水療。而在1926年，羅斯福購買了喬治亞州沃姆斯普林斯的一處溫泉並建立起一個專為脊髓灰質炎患者進行治療的水療中心。如今这个中心由罗斯福沃姆斯普林斯康复机构负责运作。在成为总统后，罗斯福又协助建立了美国国家脊髓灰质炎基金（現為美國出生缺陷基金會）。他對這個組織的領導建設是羅斯福頭像被放上10美分硬币以玆紀念的原因之一。
當時，羅斯福能夠使许多人相信他的身體狀況實際上越來越好。而且他相信如果競選公職，身體狀況良好是必不可少的。羅斯福使用金屬支柱來支持臀部和腿部，艱苦地利用旋轉軀體並借助拐杖支撐以作短距離的移動。在私下場合，他使用輪椅，但他在公共場合会格外谨慎以免被他人看到。在公眾面前，羅斯福通常由助手或兒子搀扶著筆直站立。當時的美國媒體也從不報導羅斯福已經無法自己站立，所以大多數美國人在羅斯福生前皆不知他們的總統有肢體障礙。
2003年，一項醫學界同行評審的研究认为，羅斯福所患的麻痺性疾病實際上是格林-巴利综合症，而非脊髓灰質炎。

## 紐約州州長（1929年至1932年）

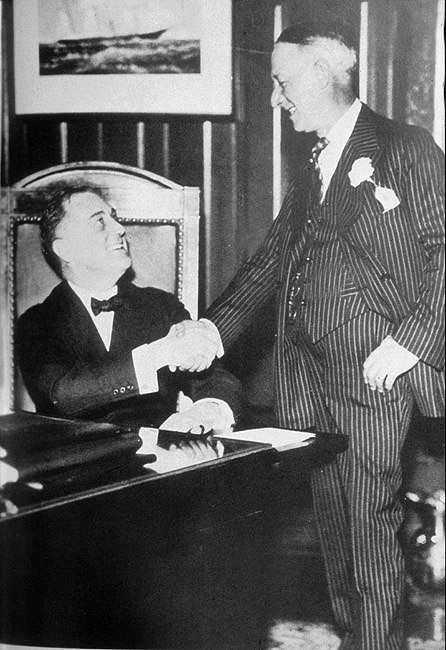
1930年紐約州州長富蘭克林·D·羅斯福與前州長、1928年民主黨總統候選人阿爾·史密斯（Al Smith）於紐約州首府奧爾巴尼公開照。

1920年代，羅斯福在民主黨內小心地維護著與各方之間的關係，特別是在紐約。雖然羅斯福認為自己是紐約市坦慕尼協會的對手，然而他仍能与其妥協以尋求支持。他幫助艾尔弗雷德·E·史密斯於1922年當選紐約州州長。在1924年和1928年民主黨代表大會上羅斯福為史密斯發表助選演說。1928年，史密斯成为1928年大選民主党的總統候選人，史密斯反過來邀請羅斯福競選州長。雖然史密斯在大選中慘敗，甚至在他的家鄉州被擊垮，羅斯福還是勉強地當選为州長。
作為一位革新的州長，罗斯福推行了許多新的社會計劃，弗朗西丝·珀金斯和哈里·霍普金斯都是其顾问。
在1930年州长選举期間，為了能够再次當選，羅斯福需要紐約市坦慕尼協會的善意支持；但是他的共和黨對手查爾斯·H·塔特爾，使用坦慕尼協會的腐敗作為羅斯福的軟肋以攻擊之。隨著選舉的逼近，羅斯福成立了一個司法調查小組以調查州政府的腐敗問題。最终，他再次當選，與對手差距超過70萬票。

## 童子軍支持者
自1915年開始，羅斯福就是童军的堅定支持者。1924年，他担任了紐約市童軍基金會主席，並在1924年至1928年間领导開發了十英里河童軍營地以服務紐約市的童軍。1930年羅斯福擔任州長後，為表彰其貢獻，美國童軍向他頒發了成人最高榮譽獎章：銀水牛獎。該獎為國家級獎項，用于表彰支持青少年的傑出人士。後來，羅斯福就職美國總統後，他亦榮任美國童軍名譽會長，並於1937年出席了在華盛頓特區舉辦的第一次童军全國大露營。

## 1932年總統選舉
羅斯福在美國人口最多的紐約州政治基礎堅實，这使得他理所當然地被提名為民主党總統候選人。民主黨內初選戰況激烈，胜出者很有可能赢得之后的总统选举，因為當時在位的總統共和党人赫伯特·胡佛於1932年美国总统选举时已是隻待宰羔羊。民主党總統候選人之一的阿爾·史密斯雖然得到了一些城市的政黨領袖的支持，但却将紐約州民主黨的控制权拱手讓給了羅斯福。羅斯福通过与報業大王威廉·伦道夫·赫斯特、愛爾蘭裔領袖老约瑟夫·P·肯尼迪及加州民主黨領袖威廉·吉布斯·麦卡杜等人的私人关系建立起自己的全国聯盟。當得克萨斯州民主黨領袖约翰·南斯·加纳轉為支持他時，羅斯福獲得了提名，成為民主黨總統候選人。
羅斯福在获得提名时说道：
|  | 全國各地的人們，把政府的政治哲學紛紛擾擾拋諸腦後，在此期待我們的引導以及更公平的機會來共享國家財富分配...我向你们保證，我向自己保證，為美國人民尋求一個新的政策...這不僅僅是一次政治造勢；這是一場戰鬥的集结號。 |

競選活動在大萧条以及為其創建的新聯盟陰影下進行。羅斯福和民主黨動員了各式各樣的社會階層，如窮人以及勞工組織、少數民族、城市居民以及南方白人以建立新政同盟。在競選期間，羅斯福說：「我向你保證，我向自己保證，為美國人民尋求一個新的政策」，這個新口號後來被写进他的立法綱領并被新政聯盟所採用。
經濟學家马里纳·斯托达德·埃克尔斯指出：「後來的事態發展是，兩人的競選演說讀起來經常就像一個巨大的印刷錯誤：羅斯福和胡佛互相講對方的詞。」羅斯福譴責胡佛无法恢復景氣甚至无法阻止經濟下滑，又对胡佛的巨額赤字加以嘲笑。羅斯福推銷其民主平台，鼓吹「立即大幅度削減所有的公共支出」、「廢除無用的委員會和政府機關，精簡支局機構並消除支局單位開銷」和一種「在所有不利情況下都必須維持健全的貨幣」。9月23日，羅斯福作出悲觀地評論說，「我們的工廠已經建了很多；在現今情況下我們的問題是這些工廠已建造過度。我們國土邊界早已無地擴展。」胡佛指責這種悲觀論調為對「美國生活光明前景」以及「在絕望裡對忠告」的拒絕。」另一方面，禁酒令的問題鞏固了羅斯福的票源，而他指出廢除禁酒令將帶來新的稅收。
最终，羅斯福贏得57％的选票，並拿下了除6个州以外的其他所有州，選舉人票贏得472張，較胡佛的59張多。歷史學家和政治學家認為1932年至1936年的選舉為政治重組，該選舉結束自林肯1860年當選總統以來共和黨的長期執政，為民主黨創造了一個新多數聯盟，從而使美國政治開始所謂的「新政政黨制度」或（由政治學家所稱的）第五政党体系。
選舉結束後，羅斯福拒絕了胡佛要求舉行會谈并拿出聯合計劃（以便阻止經濟惡性循環和安撫投資者的請求）的邀请；他聲稱這將會綁手綁腳。隨著胡佛的任期結束，經濟惡性循環一直持續到全國銀行體系被迫完全關閉為止。
1933年2月，尚未就任總統的羅斯福逃過朱塞佩·赞加拉的暗殺企圖（但這次暗殺行動殺死了坐在他旁邊的芝加哥市長安东·瑟马克。）羅斯福設計政策時強力倚賴他的學者顧問「智囊團」，特別是雷蒙德·莫利；他提供內閣職位給眾多候選人（有時一次給兩個），但大部分被回絕。內閣成員中具有強烈民主黨獨立基礎的是科德尔·赫尔。威廉·哈特曼·伍丁原任財政部長，但很快被更強勢的小亨利·摩根索取代。

## 第一任期（1933年－1937年）

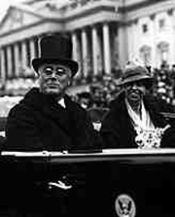
1933年的羅斯福總統和其夫人，攝於就職日

當羅斯福於1933年3月就職時，美國正位於史上大蕭條的最谷底。有四分之一的勞動人口失業。農民隨著農產品價格下降了60％正處於水深火熱中。工業生產下降了自1929年以來的一半以上。有200萬人無家可歸。時至3月4日晚間為止，48州中的32州以及哥倫比亞特區當地銀行都已關閉。紐約聯邦儲備銀行無法在5日開門，因為巨額國庫存款已被幾天前恐慌的客戶擠兌一空。在羅斯福的就職演說中，他指責經濟危機禍首在於銀行家和金融家對利潤的追求、以及建立在自身利益基礎上的資本主義：
|  | 这主要是因为主宰人类物资交换的统治者们失败了，他们固执己见而又无能为力，因而已经认定失败了，并撒手不管了。贪得无厌的货币兑换商的种种行径，将受到舆论與法庭的起诉，将受到人类心灵理智的唾弃。是的，他们是努力过，然而他们用的是一种完全过时的方法。面对信贷的失败，他们只是提议借出更多的钱。人民追随他们的错误领导，被他們當誘餌剝光。沒有了這些人民，他们只得求助于讲道，含泪祈求人民重新给予他们信心……货币兑换商已从我们文明庙宇的高处落荒而逃。我们要以千古不变的真理来重建这座庙宇。衡量这重建的尺度是我们体现比金钱利益更高尚社会价值的程度。幸福并不在于单纯地占有金钱；幸福还在于取得成就后的喜悦，在于创造努力时的激情。务必不能再忘记劳动带来的喜悦和激励，而去疯狂地追逐那转瞬即逝的利润。 |

歷史學家把羅斯福的計劃定位為「救濟、復興和改革」。救濟是為了解決數以千萬失業人口的迫切需要。復興指的是刺激經濟以恢復常態。改革則意味著制定長期方案以修正出錯的體系，特別是金融和銀行制度。羅斯福一系列的收音機廣播，即著名的爐邊談話，直接向美國大眾訴說了他的理念。

### 新政第一階段（1933年至1934年）
羅斯福的「新就任百日」集中在他戰略裡的第一部分：緊急救援。自1933年3月9日到6月16日為止，他向國會提交了史無前例、大量的法案，所有這些法案皆輕鬆過關。為了要提出計劃，羅斯福得倚賴國會裡幾位參議員領袖，如喬治·諾里斯、羅伯特·華格纳和雨果·布萊克，以及他的學者顧問智囊團。跟胡佛看法類似，他認為之所以造成大蕭條，一部分原因是由於人們不再支出或投資，因為他們害怕失去手頭的錢。
羅斯福1933年3月4日的就職正好發生在銀行擠兌的當头，因此，他在此情勢下發表了名言：「我們唯一要恐懼的是恐懼本身。」第二天，他宣布「銀行假日」，並宣布一項計劃讓銀行得以重新開放。然而，在「假日」後開門的銀行比假日之前的要少。這是他第一個提出的經濟恢復步驟。

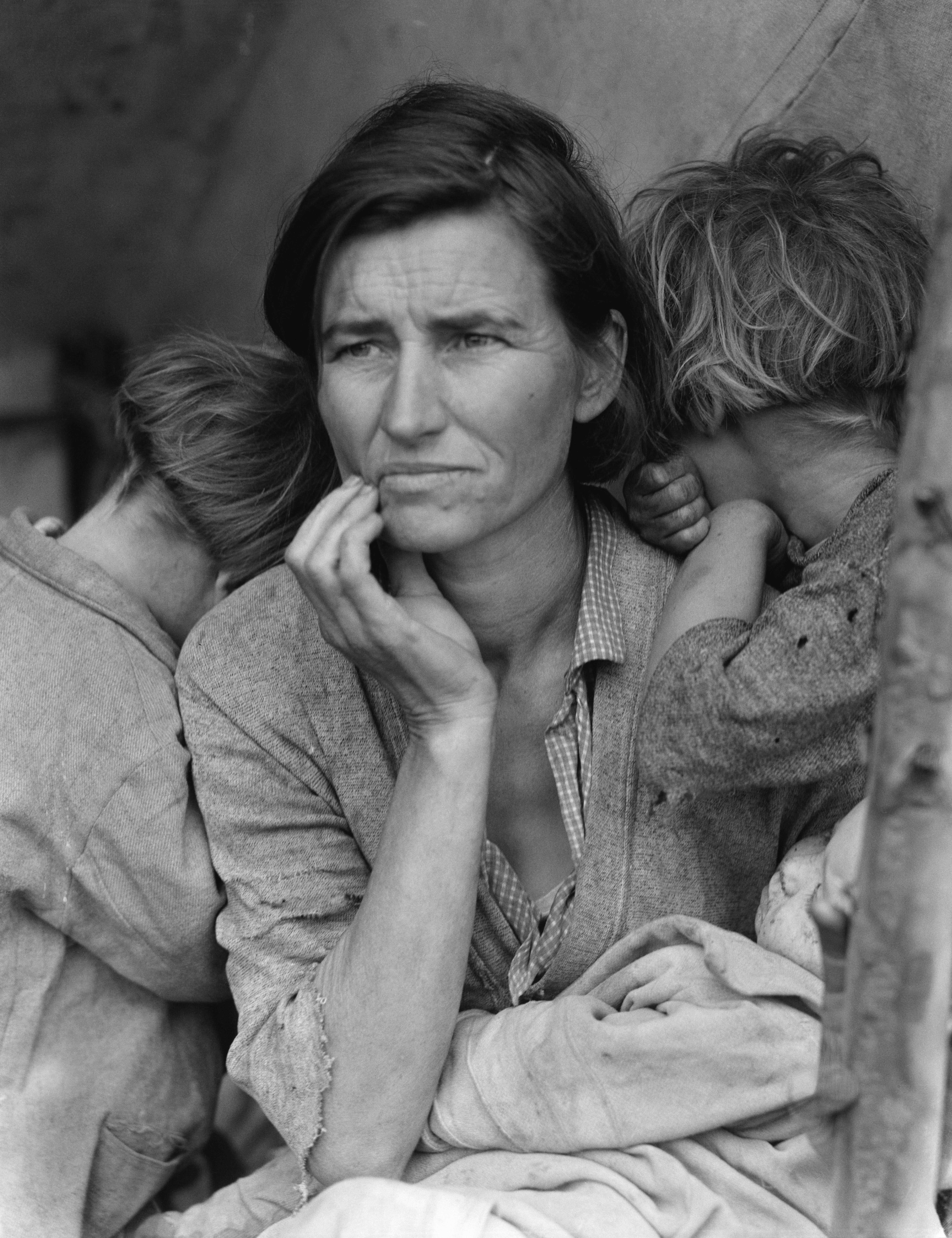
多羅西亞·蘭格的《移民母親》照片，描繪出在加利福尼亞州大蕭條時期的貧困採豆人：佛羅倫薩·歐文斯·湯普森（Florence Owens Thompson）一位有七個孩子的母親，她當時32歲。1936年3月攝。

- 救濟措施包括繼續胡佛為失業人士量身訂做的主要救濟計劃，不過賦予新的名稱：聯邦緊急救濟總署。所有新政機構中最受歡迎的、同時也是羅斯福喜愛的，是公民保護隊。該隊僱用失業青年25萬人進行地方性農村工作計劃。國會亦授與聯邦貿易委員會新而廣泛的監管權力，並提供抵押貸款以救濟數以百萬計的農民和業主。羅斯福擴充一個胡佛時代的機構：復興金融公司，使其成為鐵路和工業主要的融資來源。羅斯福將農業救濟置於高度優先，並建立了第一個農業調整法（Agricultural Adjustment Administration，簡稱AAA）。該農業調整法以支付收割穀物農民以及減少放牧人的方式，試圖強行將物資價格推高。
- 經濟改革是1933年全國產業復興法案(National Industrial Recovery Act，簡稱NIRA）的目標。它試圖結束公司間殘酷的競爭，並迫使產業拿出行規。行規的意義就是在特定產業對所有公司建立了業務規則，如最低價格、無競爭協議、與生產限制等等。產業領袖需進行行規談判，而談判得出的行規得由當時的NIRA官員批准。而產業需要提高工資以做為一個被批准的條件。該法案鼓勵聯盟，並中止反托拉斯法。1935年5月27日全國產業復興法案被美國最高法院一致判決為違憲。羅斯福反對該項決定，他說：「全國產業復興法案最根本的宗旨和原則是健全的。我無法想像把它們放棄。若放棄的話，意味著我們將返回產業和勞動密集型的混亂。」[44]1933年，主要的新銀行條例獲得通過。1934年，證券交易委員會設立，其作用是監管華爾街，而由1932年大選籌款人老约瑟夫·P·肯尼迪負責證交會事務。
- 恢復政策是透過「政府開銷」[45]（即聯邦支出）達成。全國產業復興法案包括了透過公共工程管理局的33億美元開支，以達成刺激經濟的目標。這部分由內政部長哈羅德·伊克斯負責。羅斯福與共和黨參議員喬治·諾里斯合作，建立起美國史上最大的國有產業企業：田納西河谷管理局（簡稱TVA）。該局建立水壩和發電站、控制洪水、並將長期以來貧困的田納西河谷區域農業現代化與改善當地住戶家庭條件。禁酒令的廢止也帶來了新的稅收收入，並協助羅斯福兌現其主要競選支票。
- 與上面對比起來較有爭議的措施是羅斯福頒佈的6102號行政命令（英语：Executive Order 6102），使所有美國公民私人持有的黃金變成美國財政部的財產。對此沒收黃金的行政命令，有人認為是違反憲法的。但是羅斯福的行政命令聲稱當局這樣做的原因是根據1917年的「對敵貿易法」。美國人不得擁有黃金一直持續到福特總統於1974年撤銷該命令為止。[46][47][48][49]

羅斯福以削減經常性聯邦預算的方式，試圖保持其競選承諾。其中包括削減40％退伍軍人福利和削減整體軍事開支。他將50萬退伍軍人和寡婦從退休津貼裡除名，並削減剩下符合資格者的福利。這項措施引发了由海外戰爭退伍軍人協會的抗議。雖然羅斯福堅持其立場，但是憤怒的退伍軍人還是讓羅斯福遭到了挫敗，他們與參議員休伊·皮尔斯·朗結盟，並促使國會通過一個巨大紅利法案而壓過了總統的否決權。另一方面他成功地削減聯邦政府雇員薪資，及陸軍和海軍的預算。他也減少了在研究和教育上的開支。
羅斯福亦保持他的承諾，推動廢除禁酒令。1933年4月，他發布了一項行政命令，重新界定了3.2％作為所准許的最大酒精含量。該命令在第21次憲法修正案之前於國會起草並表決，而美國憲法第二十一修正案於該年後不久通過。

### 新政第二階段（1935年至1936年）

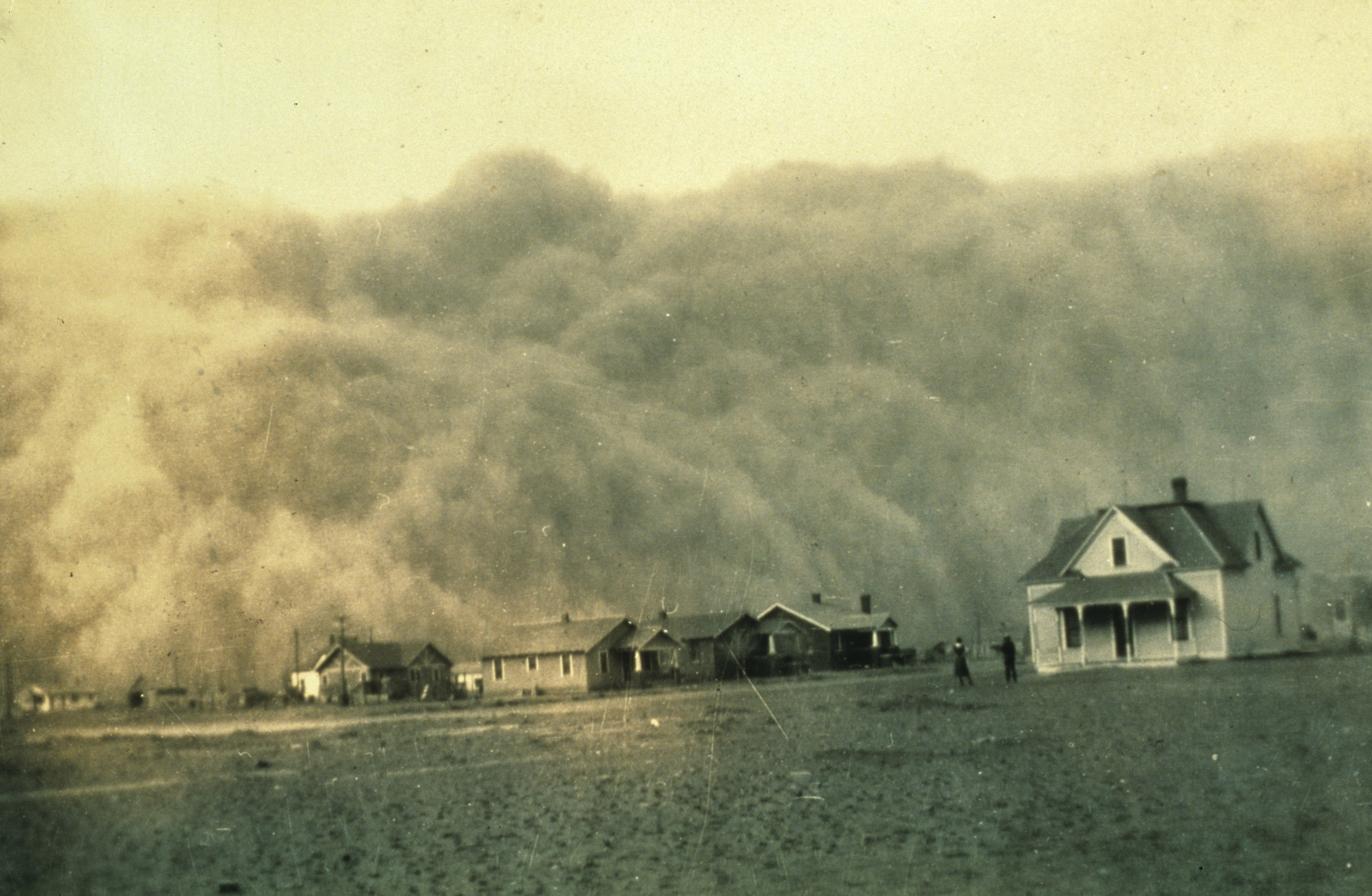
於1930年代期間，沙塵暴是很頻繁的。這是發生在1935年得克薩斯州的塵暴。請參見條目黑色风暴事件。

1934年國會中期選舉後，羅斯福領導的民主黨擁有參眾兩院絕大多數，這造成新一波的新政立法。這些法案中包括國家救濟機構公共事業振興署（WPA）的設立。振興署僱用了200萬家庭的一家之主。然而，即使在1938年振興署營運高峰期間，根據麥可·達比（Michael Darby）的統計數字，失業率仍為12.5％。新政立法中的社會保障法案建立起社會安全體系，它為老人、窮人和病人提供經濟保障。參議員羅伯特·華格纳寫下瓦格納法案，正式成為國家勞動關係法。該法案確立了工人的聯邦權利，像組織工會、進行集體談判、以及參與罷工等。
雖然1933年新政第一階段已受到大多數部門的廣泛支持，新政第二階段挑戰的目標卻是商業界。阿爾·史密斯率領保守民主黨人組成美國自由聯盟，展開對羅斯福兇猛的反擊。他們把羅斯福和馬克思與列寧相提並論。不過史密斯過分高估手上的牌，而且他華而不實的修辭讓羅斯福得以孤立他的對手，並將他們定位為富裕並反對新政施行的既得利益者。這讓羅斯福在1936年大選大獲全勝。相形之下，工會受華格納法的雨露滋潤，簽署加入的新會員數以百萬計，並成為1936年、1940年和1944年總統改選時羅斯福的主要支持者。

### 經濟環境
新政執行期間政府開支增加，從1932年胡佛在職期間的國民生產總值（GNP）8.0％，到1936年的10.2％。由於經濟蕭條，國債依照其佔國民生產總值的百分比來算，從胡佛統治下從16％上升到1932年的33.6％，增加了一倍。雖然羅斯福打平了「經常性」預算，由國債支撐的緊急預算在1936年增加至40.9 ％，然後持平一直到第二次世界大戰。開戰後緊急預算迅速升級。至於國債，它在胡佛任期間上升，然後在羅斯福就職後保持穩定，直至戰爭開始，如圖表1所示。

美國國債情況，時間從羅斯福就任前四年到他於任期間過世的五年後

赤字開支在過去已由一些經濟學家所推薦，最著名者是英國經濟學家凱恩斯。一些經濟學家在回顧歷史時，爭論國家勞動關係法和農業調整管理局的政策是否無效，因為這兩個機構得依靠操縱價格達成目的。國民生產總值在1936年比起1932年高出34％，而1940年戰爭前夕比起1932年則高出58 ％。也就是說，從1932年到1940年8年間和平時期經濟增長了58％，然後1940年到1945年5年戰爭時期經濟增長了56％。但是，經濟復甦並沒有吸收所有胡佛留下的失業率。失業率在羅斯福的第一任期內暴跌，從就職時的25％到1937年的14.3％。然而後來它上升到1938年的19.0％（經濟學家所謂的「大蕭條中的小蕭條」）、1939年的17.2％，由於各種稅收增加（1936年3月的未分配利潤稅法，和1937年的社會保障工薪稅法，外加華格納法、公平勞動標準法案和其他一連串聯邦法規的影響），並仍保持高失業率，一直到第二次世界大戰期間失業率幾乎消失。當時之前統計上的失業人口都被徵召入伍，這種做法將這些人從潛在勞動供給數目中移除。
戰時經濟在與平時經濟外在環境差異巨大下運轉，故與之相較是不可能的。不過，羅斯福了解到新政政策是他所留下社會事業的中心，他在1944年国情咨文裡鼓吹，美國人應該考慮把基本經濟權作為第二權利法案。
羅斯福在擔任總統的任期期間，美國經濟快速增長。然而，儘管走出了經濟蕭條，這種增長還是伴隨著持續的高失業率；新政期間失業率中值為17.2％。在他整個任期內，包括戰時，平均失業率為13％。總就業人數在羅斯福的總統任期內擴大到1831萬，在他治理之下每年平均就業機會增加5.3％。
在第二次世界大战開始前羅斯福並沒有提高所得稅。但是工資稅還是於1937年引進，以提供新社會保障計劃的資金來源。他還得到美国国会給予多種不同方案項目的批准與金援。而這些都是在過去美國史上從所未見的。然而，在經濟蕭條下帶來的歲入壓力，大多數州為打平得增加稅目或者提高稅收。其中包括銷售稅以及所得稅。1936至1937年羅斯福建議新科徵的企業儲金稅引起了極大爭議，後來被國會否決。二戰時，他推動甚至更高的個人暨企業所得稅稅率（達到個人最低課稅率91％），並限制管理人員的高薪資收入。為了籌措戰爭經費，美國國會擴大了賦稅基本條件，使幾乎每一個員工皆須繳納所得稅給聯邦政府，並於1943年引進了預扣所得稅。

1929年1月至1941年1月美國國民生產毛額

| 失業率 （％的勞動力） | 失業率 （％的勞動力） | 失業率 （％的勞動力） |
| 年份                  | 列伯卡德              | 達比                  |
| --------------------- | --------------------- | --------------------- |
| 1933                  | 24.9                  | 20.6                  |
| 1934                  | 21.7                  | 16.0                  |
| 1935                  | 20.1                  | 14.2                  |
| 1936                  | 16.9                  | 9.9                   |
| 1937                  | 14.3                  | 9.1                   |
| 1938                  | 19.0                  | 12.5                  |
| 1939                  | 17.2                  | 11.3                  |
| 1940                  | 14.6                  | 9.5                   |
| 1941                  | 9.9                   | 8.0                   |
| 1942                  | 4.7                   | 4.7                   |
| 1943                  | 1.9                   | 1.9                   |
| 1944                  | 1.2                   | 1.2                   |
| 1945                  | 1.9                   | 1.9                   |

### 外交政策（1933年至1937年）
1919年美國國會對國際聯盟條約的反對，顯示其孤立主義思想支配了美國對世界組織的態度。儘管羅斯福不見得與其出身於威爾遜自決主義背景意見相同，他和國務卿科德爾·赫爾得非常小心行事，不要挑起孤立主義情緒。羅斯福在1933年世界貨幣會議演說投下了「重磅炸彈」，有效地結束與世界大國進行合作，以終結全世界經濟蕭條的任何重大努力，這讓他騰出手來處理美國國內經濟政策。
羅斯福的第一個任期內主要的外交政策是睦鄰政策。這是一個美國自己對其拉丁美洲政策的重新評估。自1823年門羅主義以來，美國視拉丁美洲領域為其勢力範圍。美國軍隊撤出海地，并和古巴與巴拿馬締結新約，結束了他們跟美國之間的被保護國關係。1933年12月，羅斯福簽署蒙特維多國家權利義務公約，放棄了對拉丁美洲國家進行單方面干預事務的权力。

### 再次壓倒性當選（1936年）
在1936年美國總統選舉中，羅斯福挾其新政余威與共和黨的堪薩斯州州長阿尔夫·兰登競選總統寶座。兰登接受了許多新政的措施，但仍加以反對，認為這是對企業敵視並牽涉到太多的浪費。羅斯福和迦納贏得60.8％的選票，除緬因州和佛蒙特州外取得了所有州的選舉人票。受新政祝福的民主黨人在國會贏得更多的席次。羅斯福深受廣大選民愛戴。其中包括全國各地的傳統民主黨人、小農民、「紮實的南方」州、天主教徒、大城市機器、工会、北部非裔美国人、犹太人、知識分子和自由派。這個經常被稱為新政聯盟的聯盟族群，在民主党內基本上保持原封不動約40年，一直到1960年代。依據美國憲法第二十修正案，此次選舉后總統就職日期由3月4日提前到1月20日。

## 第二任期（1937年至1941年）
第二任期與第一任期對比鮮明的是，僅有少數幾項重大立法在第二任內通過。這幾件重大立法有：1937年的美國房屋管理局設立法案、1938年的第二次農業調整法和公平勞動標準法（簡稱FLSA）。公平勞動標準法確立了最低工資標準。當在1937年年底經濟情況開始再次惡化時，羅斯福以積極的刺激經濟計劃回應。他要求國會批准50億美元的WPA紓困和公共工程計畫。這些措施的出台最終在1938年之前創造了高達330萬個WPA工作。
當時偏向保守派的最高法院是羅斯福在他第二任期內計劃的主要障礙。最高法院推翻了他的多項計畫，特別是在1935年。當時法院一致裁定，國家復興法案所衍生出來的機構是一個違憲的、代理總統行使立法權的政府機構。在1937年年初，羅斯福提出了一項震驚國會的司法改組法案。這法案讓他任命5名新法官，即他稱之為「持續注入新血」的措施。這種「打發走最高法院」的計劃自己民主黨內遭遇到了激烈的，由副總統迦納帶頭的政治反對聲浪，因為它似乎打破三權分立原則，使總統控制最高法院。羅斯福的提案雖挫，不過最高法院亦透過宣告勞工關係與社會保障法案合憲，以撤銷與這些法案的衍生政府機構對抗。後來最高法院大法官的死亡和退休，讓羅斯福可以幾乎沒有爭議地自行任命頂替人選。1937年至1941年間，他總共任命了8位最高法院大法官。
在過去，羅斯福有著來自成長迅速工會的大力支持，不過現在他們分裂成美國勞工聯合會和產業工會聯合會兩派。後者由约翰·卢埃林·刘易斯領導，兩派彼此競爭激烈。羅斯福明言「這是參眾兩院之禍」，但分裂削弱了民主黨從1938年到1946年選舉時的凝聚力。
羅斯福決心要克服保守派民主黨國會議員的反對勢力（主要是來自南方），他親自參與在1938年的民主黨初選，積極爭取較支持新政改革的挑戰者。他的對手譴責羅斯福試圖接管民主黨，並利用這種論點證明他們是獨立的以贏得大選。羅斯福的巨大努力皆付諸流水，僅僅達成一個目標：擊敗一位來自紐約市的保守民主黨員。
在1938年11月中期選舉裡，民主黨失去了6個參議院席位和71個眾議院席位。損失都集中在支持新政的民主黨員。1939年當國會重新召集時，以共和黨參議員羅伯特·塔夫脫為首與南方民主黨人組成了保守派聯盟，幾乎結束了羅斯福將草案轉為法律的能力。1938年的最低工資法是國會所通過最後實質性的新政改革法案。

### 外交政策（1937年至1941年）

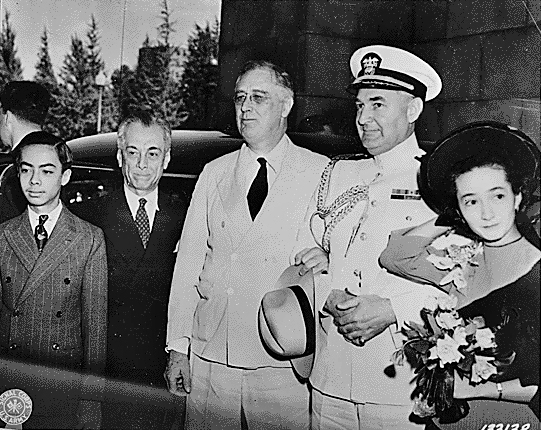
羅斯福總統在華盛頓特區歡迎第二任菲律賓總統曼努·魯亦斯·奎松來訪。

納粹德國元首阿道夫·希特勒的擴權引起了世人對引發新世界戰爭的擔心。1935年，在意大利入侵衣索比亞的時候，美國國會通過中立法案，強制禁運軍火從美國到任何參與戰鬥的國家。羅斯福反對此法，理由是它懲罰被侵略的受害者（如衣索比亞）而且限制他作為總統協助友好國家的權利。但由於公眾壓倒性的支持，故他不得不簽署該案。1937年，美國國會通過了一項更為嚴格的法案。但在1937年，中國抗日戰爭全面爆發後，輿論开始倒向中華民國，故羅斯福得以用各種方式協助中國。
1937年10月，羅斯福發表隔离演说旨在遏制扮演侵略者的國家。他提議，好戰的國家應被視為一種對國際社會健全性的威脅，並應該將其「隔離」。與此同時，他加速建立可封鎖日本的遠程潛艇秘密計畫。
1938年5月，在巴西發生了法西斯整體主義運動份子引導的未遂政變。政變失敗後，巴西政府聲稱，德國駐巴西大使卡爾·里特爾博士曾參與未遂政變，並宣布他為不受歡迎的人士。巴西指控德國支持整體主義份子政變。這件事影響了羅斯福政府，因為它引起了美国对納粹德國的野心並不只局限於歐洲，而是整個世界的擔憂。這反過來又導致羅斯福政府改變其以往的觀點。該觀點認為他們雖然對納粹政權政治制度不盡滿意，但是基本上並不是美國的問題。
1938年9月4日時值歐戰即將一觸即發，該危機又在慕尼黑協定簽定時達到最高點。美國駐法大使暨羅斯福的密友威廉·布利特說：「不管在戰時與平時，法國和美國都將團結在一起。」這句話引起了媒體揣測：如果戰火真的波及捷克斯洛伐克，那美國是否會加入同盟國的一邊並肩作戰？羅斯福在9月9日新聞發布會駁斥這種對布利特談話的解讀。他指出這是「100％錯誤」，美國不管在任何情況下都將加入「制止希特勒集團」。而且他澄清，一旦德國入侵捷克斯洛伐克，美國將保持中立。當内维尔·张伯伦從慕尼黑會議返回倫敦，羅斯福給他拍了兩個單字的電報：「好人」（Good Man）。這舉動一直受到許多學者爭論。大部分學者看法是，電報的含義僅是表達祝賀；而少數學者反對這種看法。
1938年10月，羅斯福開始與法國當局秘密會談，就如何繞過美國中立法並允許法國購買美國飛機，以彌補法國飛機產業生產力不足的問題展開談判。法國總理爱德华·达拉第於1938年10月發表評論說，「如果我有3千或4千架飛機，慕尼黑協定就永遠不會發生。」法國如此急於購買美國戰機的原因是，這是強化法國空軍唯一途徑。在法美會談的主要問題是法國如何支付購買美國戰機的費用，以及如何繞過美國中立法案。此外，美國1934年約翰遜法案禁止已拖欠第一次世界大戰債務的國家再次貸款。這為當時形勢加入了一個更加複雜的因素（法國已在1932年拖欠了其第一次世界大戰的債務）。1939年2月，法國表示願意放棄他們在加勒比和太平洋地區的財物，一次性支付完一百億法郎，以換取無限制購買美國飛機的信用貸款的权利。經過曲折的談判，協定終於在1939年春天出台，美國允許法國對美國飛機產業下巨額的訂單；雖然大多數飛機訂購在1940年以前仍沒有抵達法國，羅斯福仍安排了將法國的訂單轉移到英國製造。
當第二次世界大战於1939年爆發，羅斯福揚棄了威爾遜自決主義的中立立場，並尋求如何以軍事行動幫助英國和法國。他開始於1939年9月經常與第一海務大臣溫斯頓·丘吉爾秘密書信往來，討論如何支持英國。羅斯福與邱吉爾彼此間結成了密友關係，而邱吉爾在1940年5月當選為英国首相。
1940年4月，德國入侵丹麦和挪威，後來在5月入侵荷兰、比利时、卢森堡和法國。德國在西歐的一連串勝利，使得英國勢單力孤。羅斯福認為英國不應該被打敗，在當時利用迅速變化的公眾輿論扶植已秘密進行的軍援。巴黎於1940年6月的陷落震驚美國輿論界，孤立主義情緒因而有所下降。當時政壇對軍費開支已應大大擴展的共識已很明顯。不過美國應該冒著多少捲入戰爭危險以幫助英國的意見並沒有達成一致。1940年7月，羅斯福任命了兩名帶干預主義色彩的共和黨領袖，亨利·刘易斯·史汀生和弗蘭克·諾克斯，分別擔任戰爭部長和海軍部長。共和黨民主黨雙方都支持他迅速擴軍的計劃。但孤立主義者警告說，羅斯福將使美國捲入與德國間不必要的戰爭。1940年他成功地敦促國會頒布在美國歷史上第一個平時徵兵草案（這法案隨後在1941年再次於國會表決）。羅斯福的政策是由援助盟军保卫美国委员会所支持，並且受到美國優先委員會的反對。
羅斯福利用他的個人魅力，以建立支持干預的政治勢力。他這樣告訴他的爐邊談話聽眾說，美國應該是「民主國家的兵工廠」。1940年9月2日，羅斯福公然違抗中立法案，通過了驅逐艦換基地協議。這讓美國提供50艘驅逐艦給英國，以換取在英屬加勒比島嶼和紐芬蘭的軍事基本權利。這是1941年3月租借條款的先驅，意味著美國開始直接大規模的軍事和經濟援助同盟國。對於外國政策諮詢，羅斯福則向哈里·霍普金斯求教。當時霍普金斯擔任他的戰時首席顧問。他們尋求創新的方式，以幫助英國。英國在1940年年底時財政資源就已經用盡了，當時參眾兩院的孤立主義情緒已消退，而美國國會在1941年3月通過租借法案，允許美國向英國、中華民國和後來的蘇聯輸送軍用物資。國會表決承諾自1941年至1945年間投資500億美元的軍事物資。與此形成鮮明對比的是第一次世界大戰的貸款計畫，租借法案戰後不需要歸還。羅斯福是一個終身的自由貿易和反帝國主義人士，結束歐洲殖民主義是他的人生目標之一。

## 第三任期（1941年至1945年）

### 1940年總統選舉
自從喬治華盛頓在1796年拒絕就任第三任期以來，美國總統連任只限兩任一直是不成文的傳統（直到羅斯福擔任總統後才打破）。而過去曾有兩屆美國總統，尤利塞斯·S·格蘭特與西奥多·罗斯福，皆曾因企圖取得第三次與前次不連續的任期而飽受抨擊。羅斯福有組織有計畫地削弱民主黨總統候選人裡的傑出人士。這些人士包括兩名內閣閣員：國務卿科德尔·赫尔和詹姆斯·法利。法利是羅斯福1932年與1936年大選的競選經理、美國郵政部長暨民主黨黨魁。羅斯福把民主黨大會移到芝加哥舉行。在那裡他有城市機器的大力支援（禮堂音效系統由城市官員控制）。在大會上反對勢力組織鬆散，不過法利的黨羽仍塞滿禮堂整整幾層座位。羅斯福表示他不會參與競選，除非黨徵召他，故州代表們可以自由投票給任何人。州代表們大吃一驚；然後禮堂喇叭大聲廣播著「我們要羅斯福......世界需要羅斯福！」最後州代表歇斯底里的以946票對147票，讓羅斯福當選民主黨總統候選人。新的副總統候選人是亨利·A·华莱士。他是自由派知識分子，曾任農業部長。
在羅斯福與共和黨總統候選人溫德爾·威爾基一役裡，羅斯福強調他已受過考驗的領導經驗，以及他打算盡一切可能讓美國遠離戰爭的打算。他贏得了1940年大選55％的大眾選票以及48個州中的38州選舉人票。此次大選中透過提名亨利·A·华莱士為副總統以取代保守的德州人约翰·南斯·加纳顯示羅斯福政府內部政治立場轉向左翼。加纳在1937年後成為羅斯福頭痛的對手。

### 政策

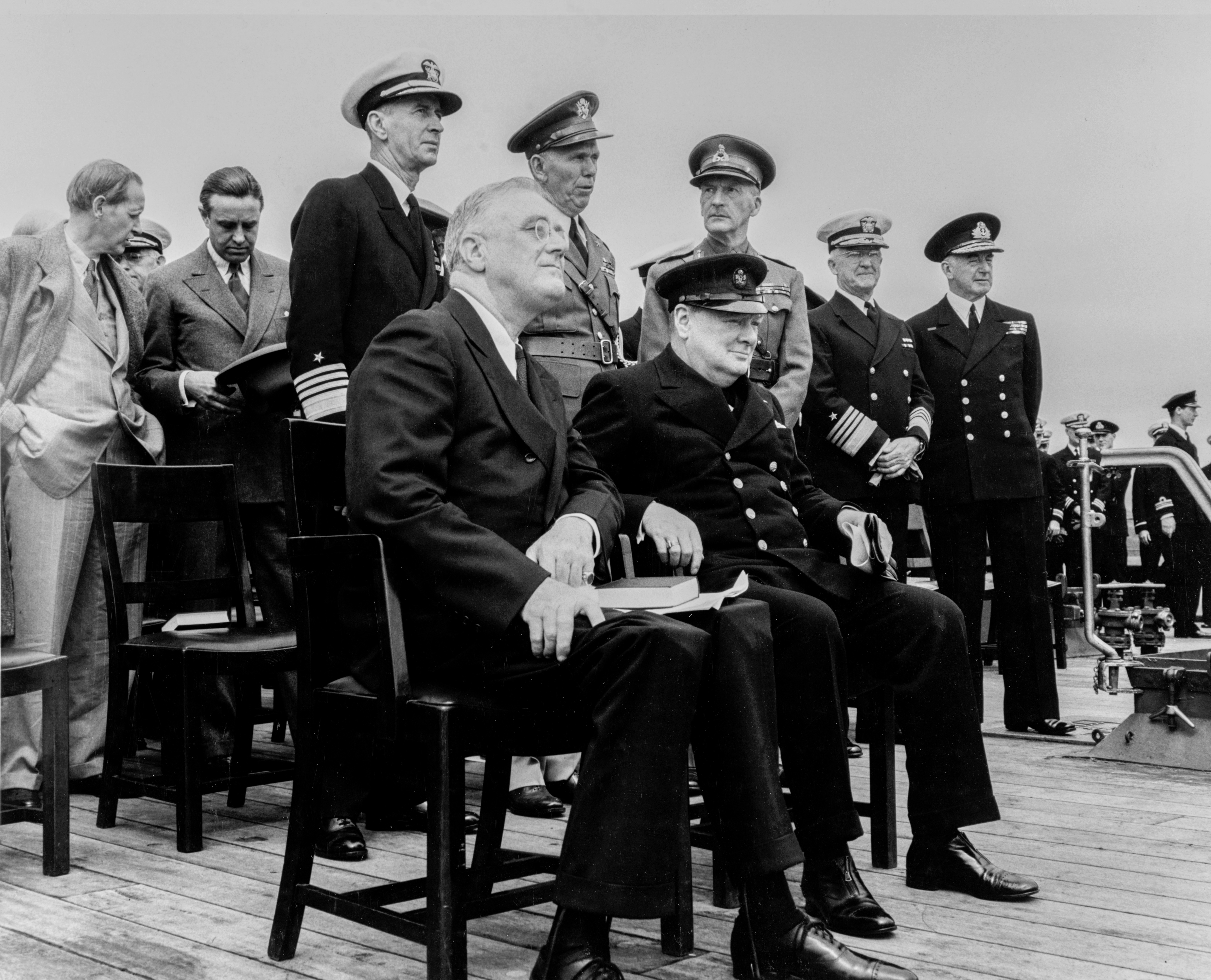
1941年，羅斯福在紐芬蘭阿根蒂亚海军基地登上威爾斯親王號會見温斯顿·丘吉尔並進行秘密會談，以發展大西洋憲章。

羅斯福第三任期主要重心在第二次世界大戰歐洲戰區以及太平洋戰區。羅斯福自1938年開始慢慢地重新備戰，因為他當時正面臨強大的孤立主義情緒的領導人如參議員領袖威廉·博拉和羅伯特·塔夫脫。這兩者皆支持重新備戰。到了1940年，在兩黨的支持下，備戰進行得如火如荼。部分是擴軍和重新裝備美國陸軍和海軍，部分是成為「民主國家的兵工廠」以支持英國、法兰西第三共和國、中華民國和（1941年6月之後的）蘇聯。正當羅斯福總統採取了堅定的立場對抗軸心國時，美國的孤立主義者—包括查爾斯·林德伯格和美國優先委員會—攻擊總統是個不負責任的好戰份子。羅斯福並未受這些批評影響，同時懷抱著對他外交政策舉措看法的自信，他繼續其整軍備戰和援助盟軍的雙重政策。1940年12月29日，他發表了其民主兵工廠的爐邊談話，他在談話中敦促美國人民直接參與。而在一個星期之後的1941年1月，他發表了著名的四大自由演說，進一步規劃出美國在世界各地捍衛基本權利的藍圖。
軍事發展刺激了經濟增長。到了1941年，失業人口已下降到低於1百萬人。在整個國家主要製造中心的勞動力短缺越來越普遍，加快了來自美國南部的非裔美国工人，與來自全國各地農村地區和小城鎮等地就業不足農民和工人的大遷徙（Great Migration）。整個戰爭期間大後方社會不斷動盪，雖然國內問題不再是羅斯福最緊急政策所關注的焦點。
當納粹德國在1941年6月入侵蘇聯時，羅斯福為蘇聯延長租借期限。在1941年期間，羅斯福亦同意讓美國海軍護航同盟國艦隊物資往東最遠到大不列顛，而且若德國船隻或納粹德國海軍潛艇（U-潜艇）在美國海軍區域內攻擊同盟國船艦，美國海軍可開火還擊。此外，截至1941年為止，美國海軍航空母艦在英國本土與地中海戰區間偷運英國戰鬥機，而且英國皇家海軍都在美國海軍基地進行維修和補給。
因此，到了1941年中期，羅斯福承諾美國對盟軍方面的政策是「所有援助都為了縮短戰爭」。1941年8月14日，羅斯福會見英国首相溫斯頓·丘吉爾，以發展大西洋憲章。這是第一個召開的戰時會議。1941年7月，羅斯福總統下令戰爭部長亨利·刘易斯·史汀生，開始規劃美國完全軍事介入戰爭。在阿爾伯特·魏德邁的指導下，由此產生的「勝利方案」，提供給總統需要動員多少人力、工業和後勤才能擊敗美國的「潛在敵人」。該方案還計劃大幅度對同盟國增援1千萬武裝士兵，其中一半將於1943年準備好派往國外部署。羅斯福堅定地致力於盟軍事業，而這些計劃在日本偷襲珍珠港之前就已經成形。

### 珍珠港事件

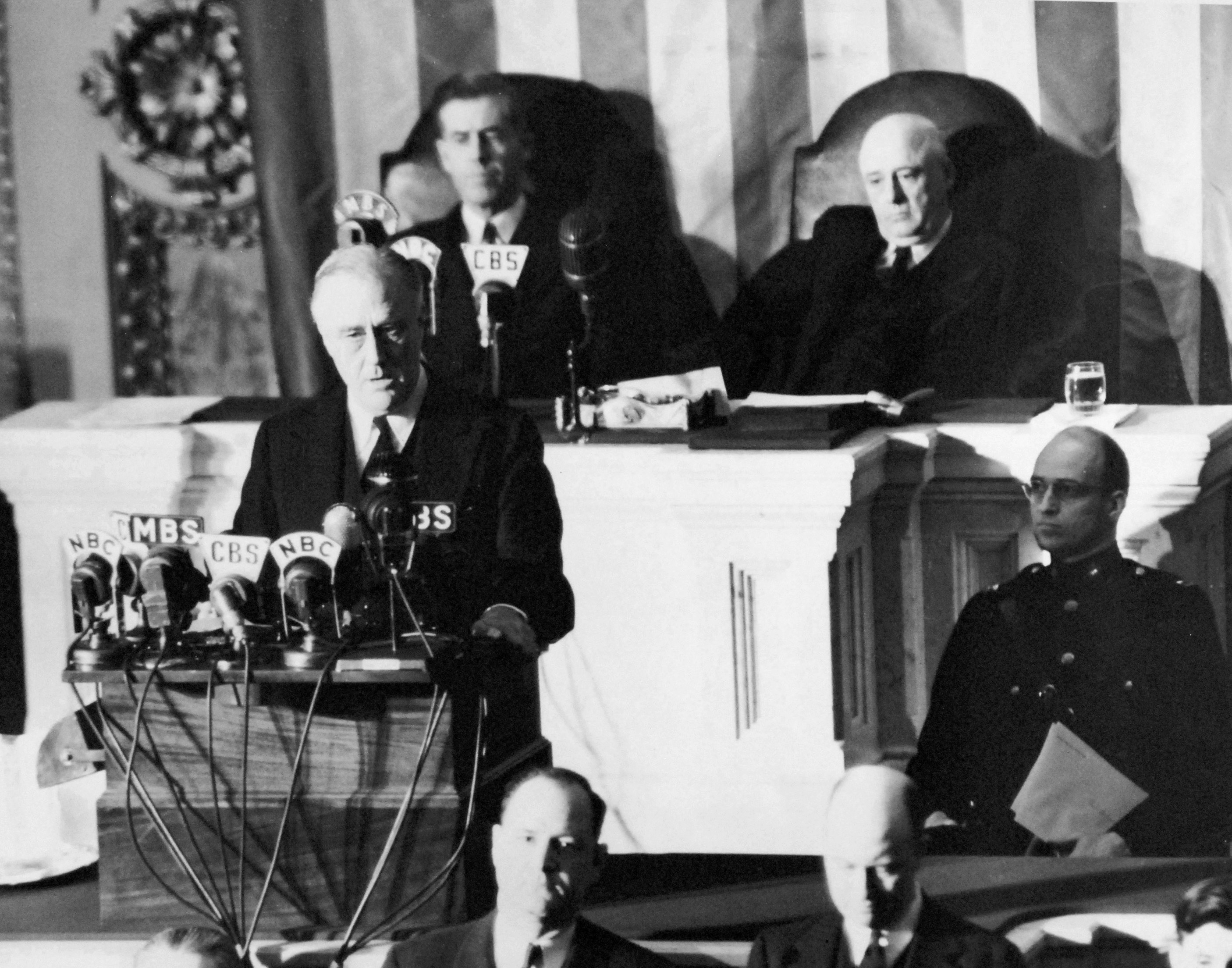
羅斯福總統於國會大廈發表國恥演說，後方為副總統華萊士（右）和眾議院議長山姆·雷伯恩。在總統旁邊的是他的兒子詹姆士·罗斯福。

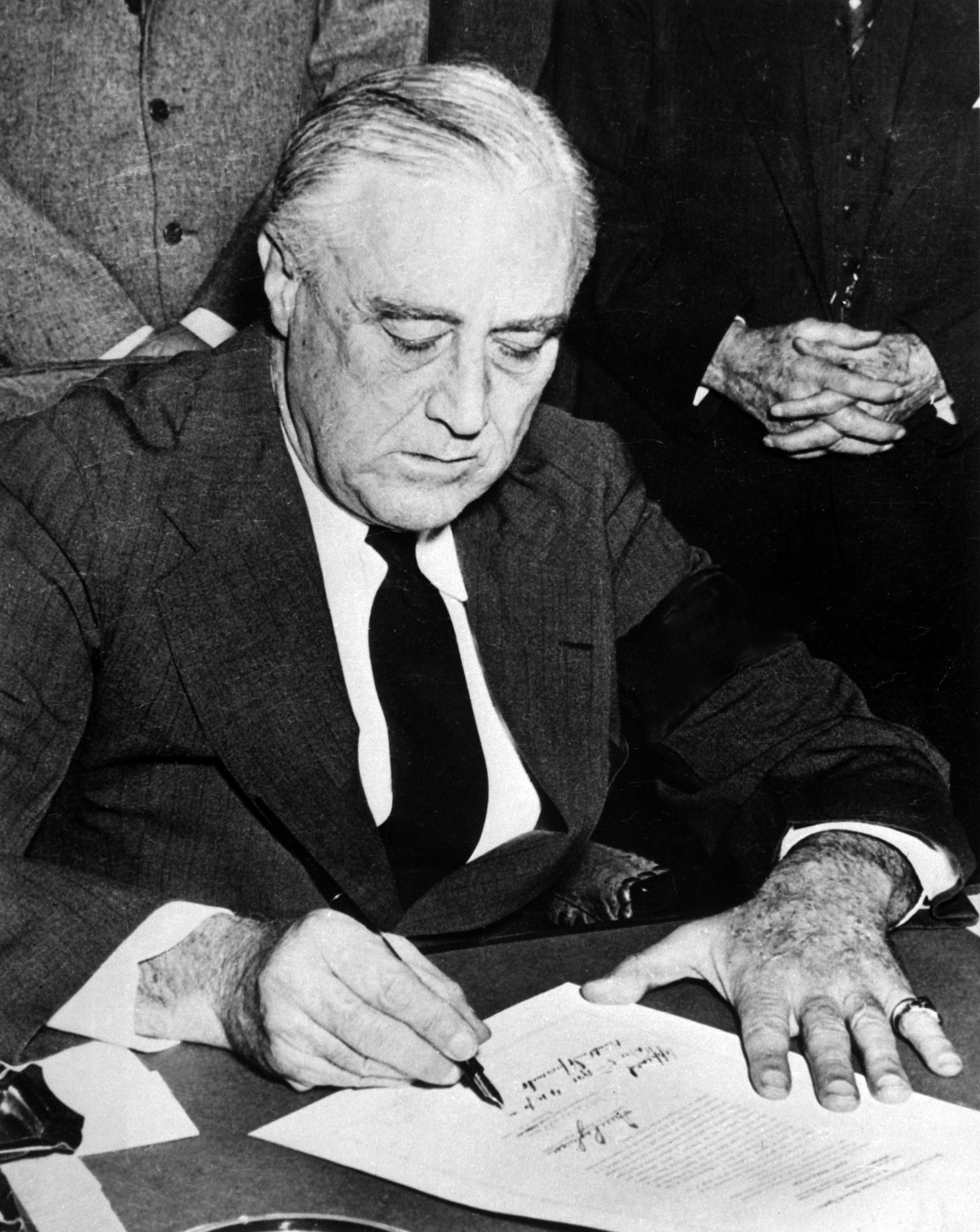
羅斯福總統簽署對日戰爭聲明，1941年12月8日攝。

在1940年年底日本佔領法屬印度支那北部時，他授權對中華民國增援。1941年7月，日本佔領剩餘的印度支那，他切斷石油銷售。因此，日本失去了95％以上的石油供應。羅斯福繼續與日本政府進行談判。與此同時，他開始把長程B-17轟炸機部隊部署在菲律宾。
1941年12月4日，芝加哥論壇報披露羅斯福總統的命令下所擬定的「彩虹五號」絕密作戰計劃。「彩虹五號」要求10萬軍隊在1943年與英國和苏联同一陣線反攻歐洲。
1941年12月6日，羅斯福總統閱讀截獲的日本密電，並告訴他的助手哈里·霍普金斯：「這意味著戰爭。」他在收到該密電後並未在偷襲珍珠港發生之前警告當時海軍海軍太平洋艦隊司令官哈斯本·金梅爾上將或陸軍夏威夷軍區（Hawaiian Department）司令沃爾特·肖特中將。
1941年12月7日，日本襲擊了在珍珠港的美國太平洋艦隊，毀損16艘軍艦，包括艦隊大部分的戰艦，並造成超過2400名美國軍事人員和平民的傷亡。在偷襲發生後幾週，日本征服了菲律賓，以及英屬与荷屬東南亞的殖民地，1942年2月拿下新加坡，並在5月前從緬甸推進到英屬印度的邊境，切斷了中華民國的陸路補給線。美國大眾的決戰情緒一夜之間形成，並團結在羅斯福的領導下。正逢此時，羅斯福發表了其著名的「國恥演說」。
儘管珍珠港事變後憤怒浪潮席捲美國，然而羅斯福打從一開始就以打敗納粹德國為優先。1941年12月11日，當德國和意大利向美國宣戰時，這個戰略決策更容易實施。羅斯福在12月下旬會見了丘吉爾，並在美國、大英帝國、中華民國和蘇聯之間計劃進行廣泛的非正式同盟關係。同盟的三個目標是，阻止納粹德國在蘇聯和北非的不斷擴張；發動西歐攻势，粉碎納粹德國之間的兩條戰線；以及擊敗日本拯救中國。

### 日本人拘留
由於擔心恐怖主義、間諜活動、以及珍珠港袭击事件引起了公众对日裔美国人破坏的可能性的担忧，在社會上鼓吹關押在美國西海岸的日本人和日裔美國人的聲浪越來越大。以羅伯茨委員會的调查结果助长了这种怀疑。罗伯茨委员会得出的结论是，偷袭珍珠港得到了日本间谍的协助。1942年2月19日，羅斯福總統簽署9066號行政命令，囚禁一世（日語羅馬拼音Issei，第一代移民美國的日本人）和他們的子女二世（日語羅馬拼音Nisei，生為美國公民）。重新安置了11万日裔美国公民及移民，其中大部分居住在太平洋海岸。他们被迫变卖自己的财产和生意，被关押在位于内陆、环境恶劣的仓促搭建的拘留营里。许多德国和意大利公民也被逮捕或关进拘留营。

### 戰略

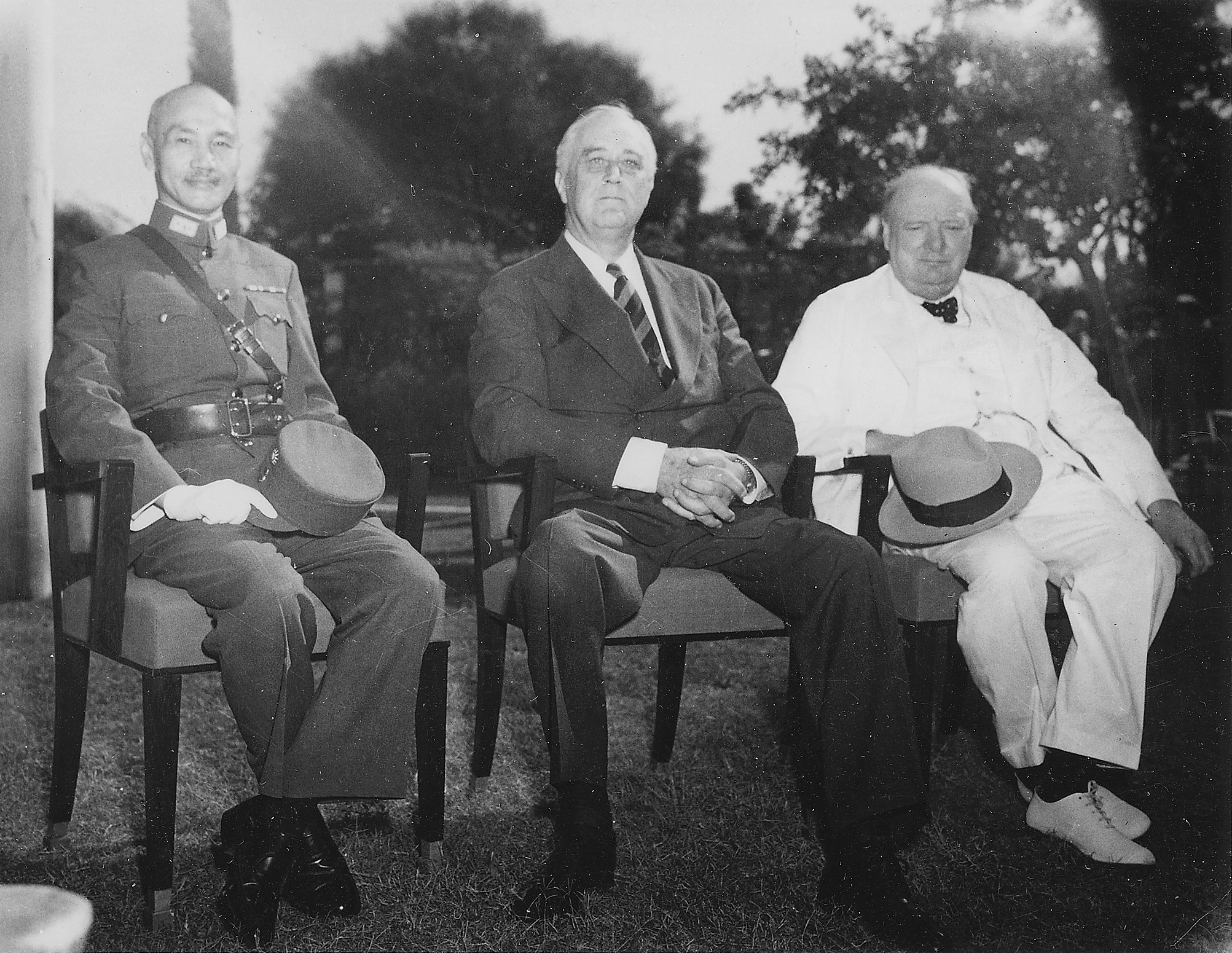
1943年中國軍事委員會委員長蔣中正（左）、羅斯福（中）和邱吉爾（右）在開羅會議

「三巨頭」（羅斯福、邱吉爾、和史達林），連同蔣中正間非正式合作；美國和英國的部隊集中在西部戰線，蘇聯軍隊在東方戰線作戰，而中英美三國軍隊則在太平洋地區作戰。同盟國透過一系列高層會議，以及軍事外交途徑間相互聯繫以規劃出戰略。羅斯福保證，美國將是「民主國家的兵工廠」，他將會輸送500億美元的租借物資，主要是給英國，而蘇聯、中國以及其他同盟國亦包括在內。
羅斯福承認，美國人在傳統上對大英帝國反感。在《在華盛頓的一個聖誕節》一書中，描述了羅斯福與丘吉爾的晚餐會晤，其中引述羅斯福說：
|  | 它是在美國傳統中，這種不信任，這種厭惡甚至仇恨英國—我們的革命，你知道的，以及1812年戰爭；印度戰爭與布爾戰爭，以及這一切。美國人當然有許多種，但作為一個民族，作為一個國家，我們反對帝國主義—我們不能忍受它。 |

美國戰爭部認為，最快擊敗德國的方式是由英吉利海峽入侵法國。丘吉爾擔心這會引起過多的傷亡，因而偏好較間接的方法：從地中海向北推進。羅斯福拒絕了該計劃。另一方面，史達林主張盡可能早點開拓西部戰線，此乃因1942至1944年大部分的戰鬥是在蘇聯領土上。
盟軍在1942年11月攻入法屬摩洛哥和阿爾及利亞（火炬行動），在1943年7月攻入西西里島（哈士奇行動），以及在1943年9月攻入意大利（雪崩行動）。戰略轟炸行動在1944年升級，粉碎所有德國主要城市以及切斷石油供應。該行動一半由美國一半由英國負責。羅斯福挑選德懷特·艾森豪威爾而不是喬治·卡特萊特·馬歇爾以領導盟軍跨海峽進行代號大君主行動登陸戰。該行動於1944年6月6日D日揭開序幕。一些整個戰爭裡損傷最大的戰役在攻入後接踵而來，而盟軍於1944年12月在德國邊境的「突出部之役」被擋下。1945年4月12日羅斯福去世時，盟軍部隊正在包圍柏林。
與此同時，在太平洋戰區，日本提前在1942年6月之前達到其勢力最大範圍，之後則因美國海軍在中途島海戰擊敗大日本帝國海軍得到決定性勝利而退卻。美國和澳大利亞部隊隨後開始緩慢且代價昂貴的跳島推進，其目的是獲得可對日本施壓的戰略空軍基地，以至最終入侵日本本土。這戰略是羅斯福對持續希望花更多精力在日本的民眾與國會作出讓步，因為他個人始終堅持對德國優先。

### 戰後規劃

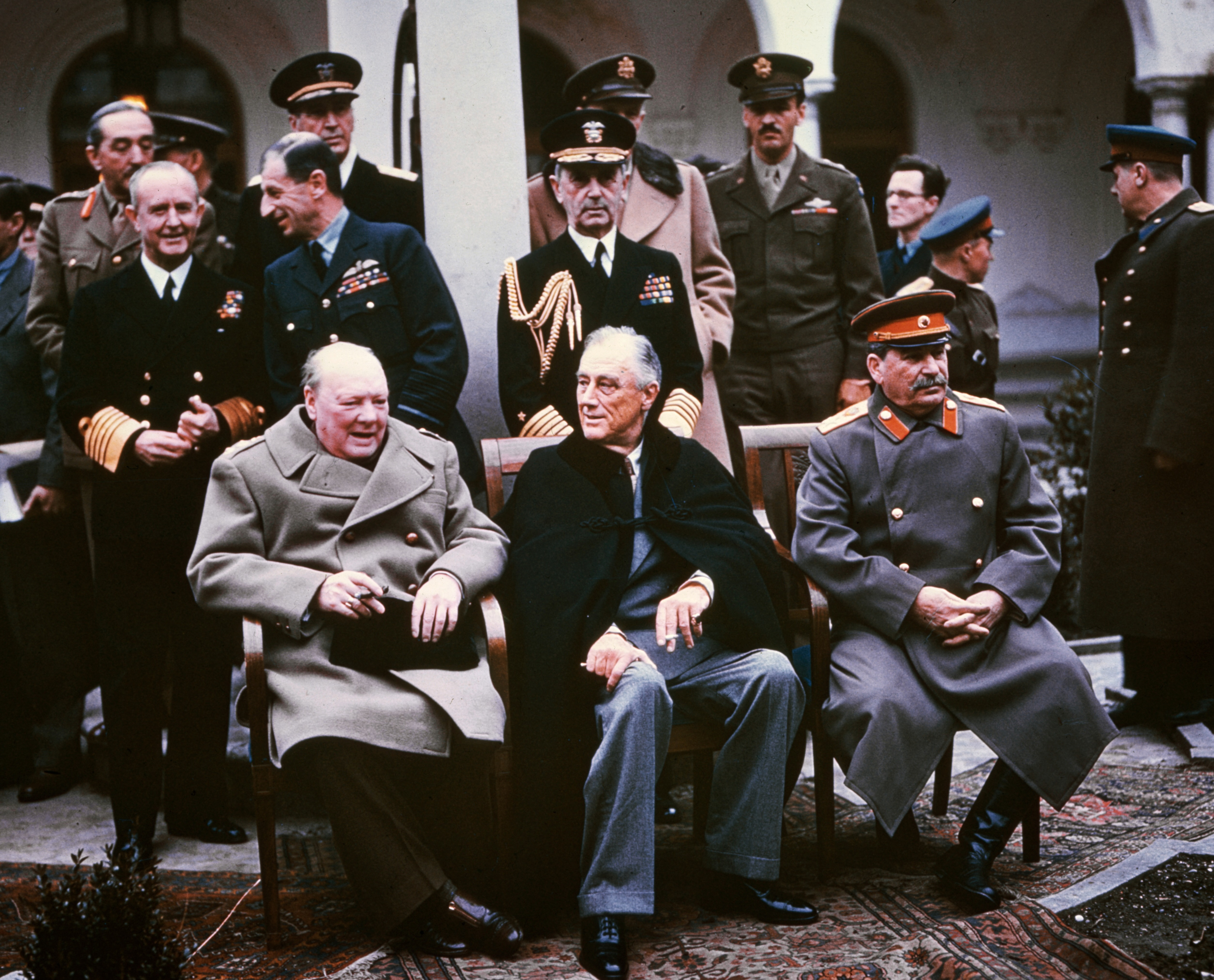
1945年2月，在雅爾達會議上的「三巨頭」盟軍領導人（由左至右）：邱吉爾、羅斯福和斯大林。

1943年年底，盟軍將戰勝納粹德國的形勢變得明顯，同盟國高層領導人有關戰爭取向以及戰後歐洲政治未來的決策漸形重要。1943年11月，羅斯福在開羅會議上會見了英國首相丘吉爾和國民政府主席蔣中正，然後前往德黑蘭與丘吉爾和斯大林磋商。在德黑蘭會議上，羅斯福與丘吉爾告知斯大林，盟軍將於1944年攻打法國的計劃，而羅斯福亦提及了其戰後成立新國際組織的計劃。斯大林堅持要求重新劃分波蘭的邊界，但支持羅斯福設立聯合國的計劃，並承諾在打敗德國90天後對日本宣戰。
到1945年年初，盟軍軍隊推進到德國境內，蘇聯亦已控制波蘭，蘇聯與其他西方盟國的競合問題開始表面化。該年2月，羅斯福在健康不斷惡化的狀況下，仍前往位於蘇聯克里米亞的雅爾達，再次與斯大林和丘吉爾會晤。在戰後，東歐裔美國人批評雅爾達會議讓蘇聯控制東歐國家得到合法化；而羅斯福總統則因感到局勢失去控制，把所有的希望寄託在戰後跟斯大林談判。羅斯福希望在戰時與斯大林保持良好的關係，可能是他不願意遵循丘吉爾的建議去違背斯大林的意願以幫助波蘭人在華沙起義，以及壓下喬治·厄爾指控蘇聯得為卡廷大屠殺負責的報告因素之一。

## 第四任期與逝世（1945年）

### 1944年總統選舉
羅斯福到1944年時已经62歲，自1940年時健康狀況就逐漸下滑。超過20年以上癱瘓所造成的緊張以及補償癱瘓所需體力消耗，再加上經年的壓力與終其一生的老菸槍毛病腐蝕了他的身體。時至1944年時，羅斯福已經疾病纏身，包括慢性高血壓、肺氣腫、動脈粥狀硬化、心絞痛、以及末期心臟病。時任紐約市西奈山醫院助理病理學家伊曼紐·李普曼醫生，在看過出現在新聞紀錄片裡的羅斯福後表示：「不管羅斯福再次當選與否，他將在6個月內死於腦溢血。」
由於意識到羅斯福會在第四任期內過世的危險，民主黨中堅份子堅持提名時任副總統亨利·A·華萊士，但他被認為過於親蘇而被取消副總統資格。在考慮過南卡罗来纳州州長詹姆斯·F·伯恩斯以及遭印第安纳州州長亨利·F·徐玉克（Henry F. Schricker）婉拒後，羅斯福以當時名不見經傳的參議員哈利·S·杜鲁门取代華萊士。同年美國總統選舉，羅斯福和杜魯門贏得53％的選票以及36個州。對手是紐約州州長托马斯·杜威。

### 最後幾天、過世和紀念
1945年2月12日羅斯福總統離開雅爾達會議飛往埃及，並登上在蘇伊士運河附近大苦湖航行的昆西號巡洋艦。在昆西號上的第二天，他會見埃及國王法鲁克一世及埃塞俄比亚皇帝海尔·塞拉西一世。2月14日，他舉辦與沙特阿拉伯奠基者阿卜杜勒-阿齐兹國王的歷史性會晤，這次會議對美沙關係來說即使在今天來說也是意義深遠。在羅斯福與英國首相邱吉爾最後一次會議之後，昆西號駛向阿爾及爾。2月18日抵港。當時羅斯福與美國駐英、法、和意大利大使會談。在雅爾達，首相丘吉爾的醫生莫兰男爵，就羅斯福健康狀況不佳表示：「他病得很重。他有所有腦血管硬化後期的症狀。因此，我認為他只能活幾個月。」

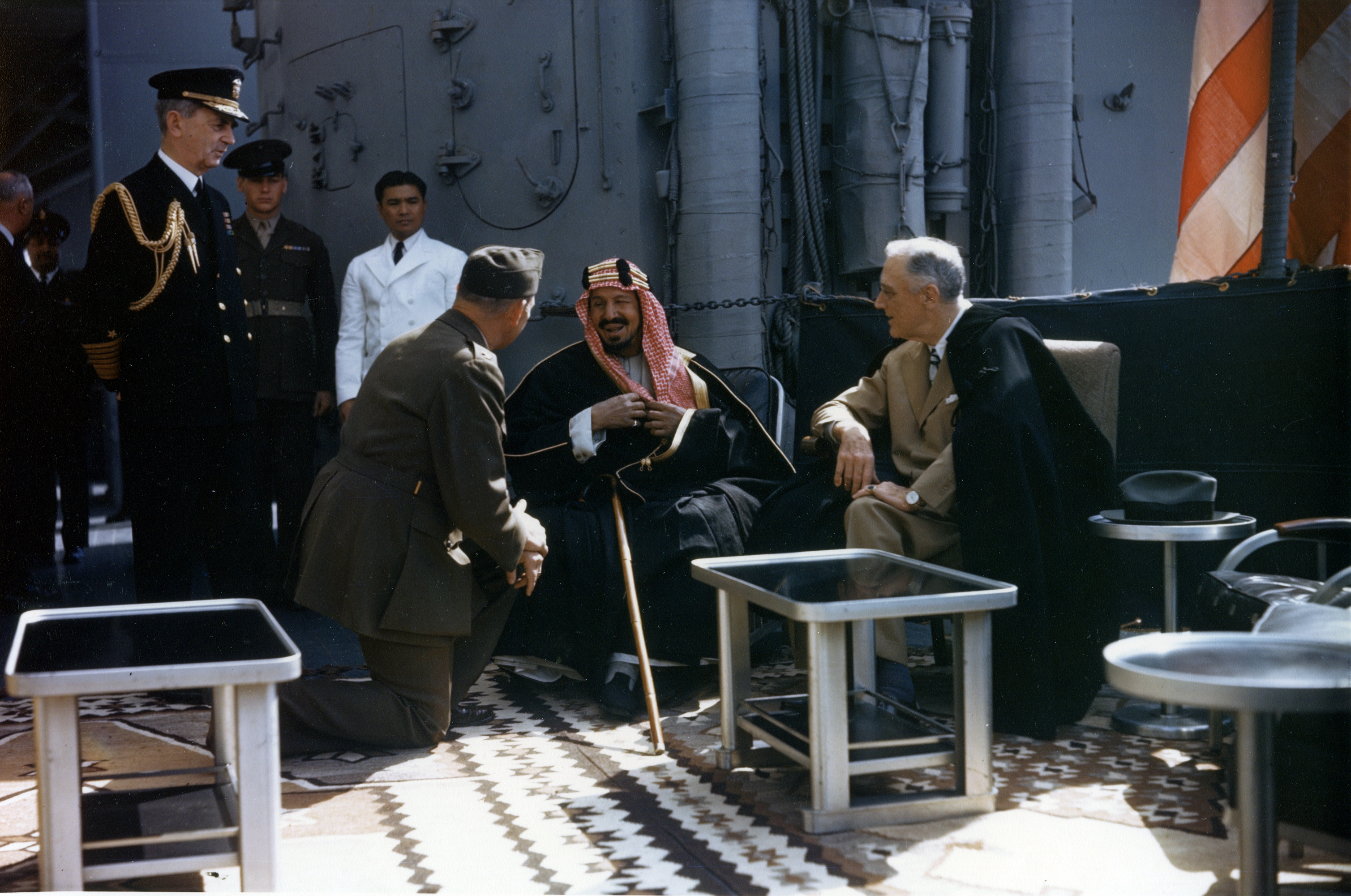
羅斯福在大苦湖昆西號巡洋艦上會見沙特阿拉伯國王阿卜杜勒-阿齐兹

當羅斯福返回美國後，他在3月1日向美國國會匯報雅爾達會議。然而許多人對看到當時外表蒼老又枯槁的羅斯福感到震驚。他在國會發表談話時是坐在扶手椅上的，這是對其身體能力前所未有的讓步。但在精神上，他對自己仍舊是緊抓不放。「克里米亞會議」他堅定地說，「應該是意味著片面行動、獨佔聯盟、勢力範圍、權力平衡、及其他經幾世紀以來嘗試仍失敗的權宜之計等等現行國際社會體系的終止。我們建議一個世界性組織將取代這些種種的不公，而所有愛好和平的國家最終將有機會參與。」
1945年3月，他措辭強烈地指責斯大林，表示他打破了在雅爾達種種對波蘭、德國、戰俘和其他問題的承諾。當斯大林指責西方盟國陰謀籌畫一個有著希特勒獨裁影子、脫離現實的和平時，羅斯福回答說：「我實在無法避免的對你的線人—不管他們是誰—對我自己或者我所信賴屬下的行動，以如此下流的手段扭曲感到既悲慘又憤慨。」
1945年3月30日，羅斯福前往沃姆斯普林斯小憩以便參加聯合國成立大會。4月12日下午，羅斯福說：「我頭痛得要命。」並被攙扶進了臥室。醫生診斷說，他有大量的腦出血。羅斯福在當晚去世。正如小說家艾伦·德鲁里（Allen Drury）所說的：「一個時代以此而結束，另一個時代以此而開始。」一篇紐約時報的社論在羅斯福死後表示，「從現在開始後的一百年，人們會跪下感謝上帝，賜給了他們富蘭克林·羅斯福總統，帶領他們度過難關。」罗斯福去世时，远在欧洲的阿道夫·希特勒欣喜若狂，他狂叫道：“我先前预料的奇迹发生了。现在谁说了算？我们还没失去这场战争！”
在羅斯福腦溢血發作時，他正在正襟危坐讓畫家伊丽莎白·舒马托夫（Elizabeth Shoumatoff）描繪肖像，這就是著名的《未完成的羅斯福肖像》之由來。

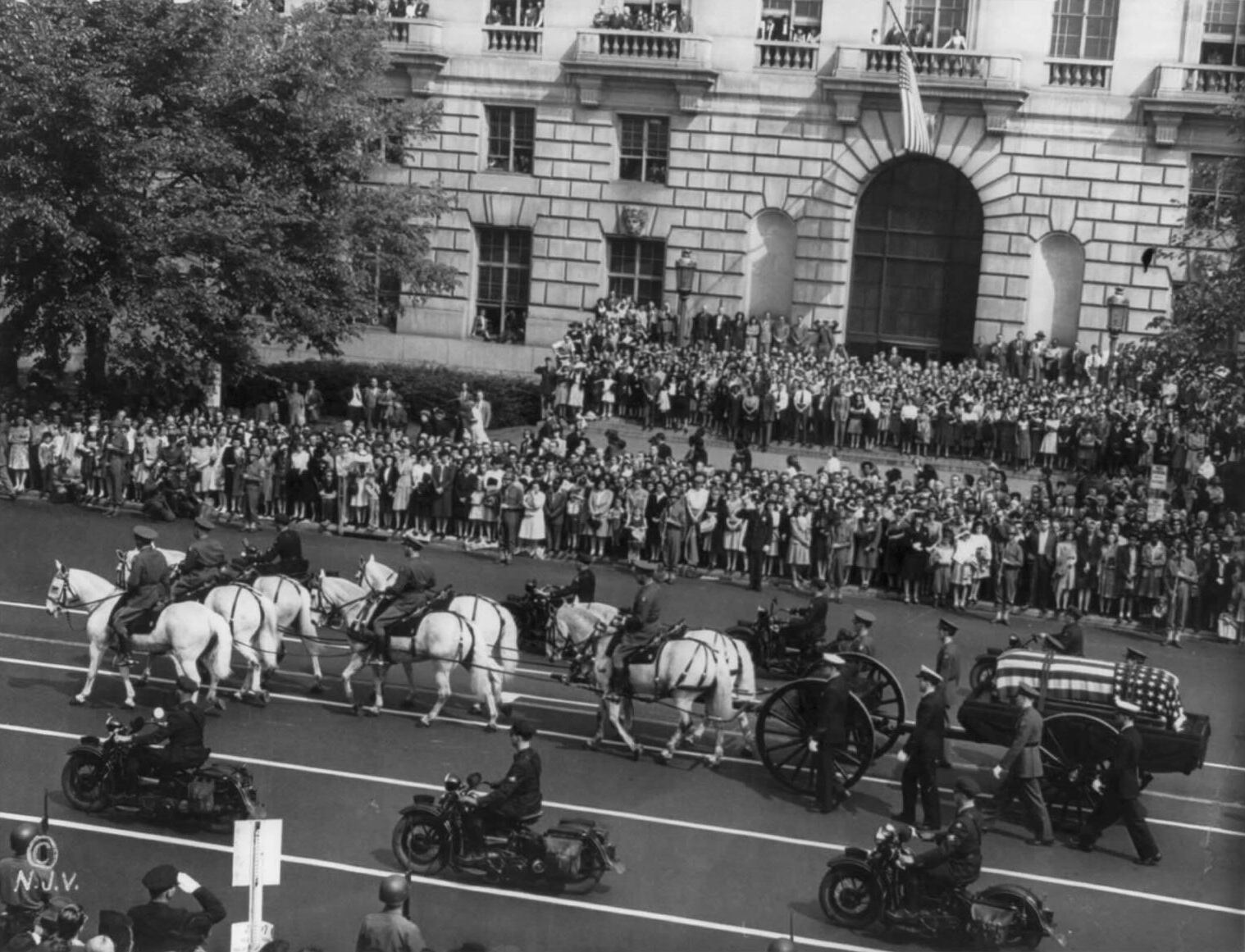
羅斯福的出殯

當羅斯福晚年在白宮時，他日漸超時工作，而他的女兒安娜·羅斯福·伯蒂格（Anna Roosevelt Boettiger）則搬進白宮以陪伴並支持父親。安娜還安排她的父親同他的前情婦當時寡居的露西·默瑟見面。與羅斯福與默瑟兩者都保持好友關係的邵曼托夫，在羅斯福腦溢血發作時將默瑟急急送走，以避免負面宣傳和不忠的臆測。當埃莉諾聽到她丈夫的死訊時，她也得同時面對媒體有關安娜為何安排這些與默瑟的見面，以及默瑟在羅斯福死亡時為何在場的質疑。
如羅斯福生前所願，他被安葬在羅斯福家族於海德公园史普林伍德宅院的玫瑰花園。1962年11月埃莉諾過世後，她被葬於羅斯福身伴。

## 爭議

### 民權爭議
羅斯福的民權記錄一直受到很大爭議。他對廣大的弱勢族群來說是一個英雄，特別是當時的非裔美國人、天主教徒、以及猶太人。在新政救濟程序中對非裔和原住民有不錯的待遇，儘管他們都不在WPA與CCC擔任重大的領導角色。由於羅斯福需要南方民主黨人支持他的新政計劃，因此，他決定不推動反私刑立法，因為那樣一來可能會危及他所提最優先項目的通過。羅斯福非常成功地吸引了絕大多數的黑人、猶太人、天主教徒加入民主黨的新政聯盟。從1941年起，羅斯福頒布了一系列行政命令，旨在保障種族、宗教、少數民族平等分享新的戰時工作。他推動政府接納非裔美國人在軍界中擔任更好的職位。在第二次世界大戰期間，羅斯福於1941年底下令關押十多萬日裔美國公民 (下令拘留日裔、意大利裔、和德裔美國人)，許多人一直到戰後才釋放。
自1960年代起他被指控與其他歐洲國家一樣不採取果斷的行動制止德國納粹大屠殺造成6百萬猶太人死亡。批評者指出，在1939年大屠殺發生時，936位猶太難民在圣路易斯号客轮上被剝奪了庇護權，不允許其進入美國。

### 外交爭議
自1980年代起，他被由東方陣營（蘇聯勢力範圍）國家逃到西方陣營國家的難民批評，其與溫斯頓·丘吉爾在雅爾塔會議對斯大林的侵略坐視不理，導致東歐被蘇聯及其扶植的極權政權統治數十年。1986年8月23日，加拿大的中歐和東歐社群發起黑絲帶日遊行以示抗議。另外在雅爾塔會議中與邱吉爾、斯大林簽訂《雅爾達密約》，也令使中華民國、英國部分政治人物和美國共和黨參議員不滿，因為正是《雅爾達密約》造成了冷戰的開端。

### 任期爭議
美国是世界上第一个实行总统制的国家，宪政视野下的总统限任制便始于美国。总统限任制启蒙于托马斯·潘恩对君主制、终身制和世袭制的批判。1787年制宪会议前后，美国对总统任期及能否连选连任问题进行了深入讨论，最终宪法正文沒有限制總統任期。华盛顿、杰斐逊等做出榜样，任满两届，即告退休，形成了“总统任期不超过两届”这一不成文的傳統及憲政慣例。
1933年至1945年，罗斯福连续四次担任总统，打破了这一传统。1947年，美国国会通过美國宪法第二十二条修正案，以法律的形式确立了“总统任期不超过两届”的传统，该修正案于1951年最终生效。

## 內閣與最高法院任命（1933年－1945年）
| \| 职务 \| 姓名 \| 任期 \| \| -------- \| ------------------------- \| -------------- \| \| 总统 \| 富兰克林·D·罗斯福 \| 1933年－1945年 \| \| 副总统 \| 约翰·N·加纳 \| 1933年－1941年 \| \| 副总统 \| 亨利·A·华莱士 \| 1941年－1945年 \| \| 副总统 \| 哈利·S·杜鲁门 \| 1945年 \| \| \| \| \| \| 国务卿 \| 科德尔·赫尔 \| 1933年－1944年 \| \| 国务卿 \| 小爱德华·斯特蒂纽斯 \| 1944年－1945年 \| \| 战争部长 \| 乔治·德恩 \| 1933年－1936年 \| \| 战争部长 \| 哈利·H·伍德林 \| 1936年－1940年 \| \| 战争部长 \| 亨利·L·斯廷森 \| 1940年－1945年 \| \| 财政部长 \| 威廉·H·伍丁 \| 1933年－1934年 \| \| 财政部长 \| 小亨利·摩根索 \| 1934年－1945年 \| \| 司法部长 \| 霍默·S·卡明斯 \| 1933年－1939年 \| \| 司法部长 \| 弗兰克·墨菲 \| 1939年－1940年 \| \| 司法部长 \| 罗伯特·H·杰克逊 \| 1940年－1941年 \| \| 司法部长 \| 弗朗西斯·B·比德尔 \| 1941年－1945年 \| \| 邮政部长 \| 詹姆斯·A·法利（英语：James Farley） \| 1933年－1940年 \| \| 邮政部长 \| 弗兰克·C·沃克（英语：Frank Comerford Walker） \| 1940年－1945年 \| \| 海军部长 \| 克劳德·A·斯旺森（英语：Claude A. Swanson） \| 1933年－1939年 \| \| 海军部长 \| 查尔斯·爱迪生（英语：Charles Edison） \| 1940年 \| \| 海军部长 \| 弗兰克·诺克斯 \| 1940年－1944年 \| \| 海军部长 \| 詹姆斯·V·福里斯特尔 \| 1944年－1945年 \| \| 内政部长 \| 哈罗德·L·伊克斯 \| 1933年－1945年 \| \| 农业部长 \| 亨利·A·华莱士 \| 1933年－1940年 \| \| 农业部长 \| 克劳德·R·威卡德（英语：Claude R. Wickard） \| 1940年－1945年 \| \| 商务部长 \| 丹尼尔·C·罗珀（英语：Daniel C. Roper） \| 1933年－1938年 \| \| 商务部长 \| 哈利·L·霍普金斯 \| 1939年－1940年 \| \| 商务部长 \| 杰西·H·琼斯（英语：Jesse H. Jones） \| 1940年－1945年 \| \| 商务部长 \| 亨利·A·华莱士 \| 1945年 \| \| 劳工部长 \| 弗朗西丝·C·珀金斯 \| 1933年－1945年 \| 罗斯福總統共任命了8位美国最高法院法官，数量仅次于乔治·华盛顿任命的10位。到1941年，9位大法官中的8位為羅斯福所任命。哈伦·菲斯克·斯通由羅斯福從副法官升格為首席大法官。 - 1937年：雨果·布莱克 - 1938年：斯坦利·F·里德 - 1939年：弗利克斯·法兰克福特、威廉·O·道格拉斯 - 1940年：弗兰克·墨菲 - 1941年：哈伦·F·斯通（首席大法官）、詹姆斯·F·伯恩斯、罗伯特·H·杰克逊 - 1943年：威利·B·拉特利奇 羅斯福任命的大法官不見得與其意識形態相同，像雨果·布莱克與弗利克斯·法兰克福特，彼此間將成為「終身的對手」。法兰克福特甚至稱呼他較自由主義的同事們如拉特利奇、墨菲、布莱克、和道格拉斯是一個「邪惡軸心」反對他的保守司法議程。 |                     |                |
| |                     |                |
| 职务 | 姓名                | 任期           |
| |                     |                |
| 总统 | 富兰克林·D·罗斯福   | 1933年－1945年 |
| 副总统 | 约翰·N·加纳         | 1933年－1941年 |
| 副总统 | 亨利·A·华莱士       | 1941年－1945年 |
| 副总统 | 哈利·S·杜鲁门       | 1945年         |
| |                     |                |
| 国务卿 | 科德尔·赫尔         | 1933年－1944年 |
| 国务卿 | 小爱德华·斯特蒂纽斯 | 1944年－1945年 |
| 战争部长 | 乔治·德恩           | 1933年－1936年 |
| 战争部长 | 哈利·H·伍德林       | 1936年－1940年 |
| 战争部长 | 亨利·L·斯廷森       | 1940年－1945年 |
| 财政部长 | 威廉·H·伍丁         | 1933年－1934年 |
| 财政部长 | 小亨利·摩根索       | 1934年－1945年 |
| 司法部长 | 霍默·S·卡明斯       | 1933年－1939年 |
| 司法部长 | 弗兰克·墨菲         | 1939年－1940年 |
| 司法部长 | 罗伯特·H·杰克逊     | 1940年－1941年 |
| 司法部长 | 弗朗西斯·B·比德尔   | 1941年－1945年 |
| 邮政部长 | 詹姆斯·A·法利       | 1933年－1940年 |
| 邮政部长 | 弗兰克·C·沃克       | 1940年－1945年 |
| 海军部长 | 克劳德·A·斯旺森     | 1933年－1939年 |
| 海军部长 | 查尔斯·爱迪生       | 1940年         |
| 海军部长 | 弗兰克·诺克斯       | 1940年－1944年 |
| 海军部长 | 詹姆斯·V·福里斯特尔 | 1944年－1945年 |
| 内政部长 | 哈罗德·L·伊克斯     | 1933年－1945年 |
| 农业部长 | 亨利·A·华莱士       | 1933年－1940年 |
| 农业部长 | 克劳德·R·威卡德     | 1940年－1945年 |
| 商务部长 | 丹尼尔·C·罗珀       | 1933年－1938年 |
| 商务部长 | 哈利·L·霍普金斯     | 1939年－1940年 |
| 商务部长 | 杰西·H·琼斯         | 1940年－1945年 |
| 商务部长 | 亨利·A·华莱士       | 1945年         |
| 劳工部长 | 弗朗西丝·C·珀金斯   | 1933年－1945年 |

## 著作
- 《罗斯福总统公开文件和讲演集》1938，共13卷
- 《罗斯福见闻秘录》，中文版1947新羣出版社
- 《罗斯福选集》，中文版1982商务印书馆。从《罗斯福总统公开文件和讲演集》中选译

## 遺產

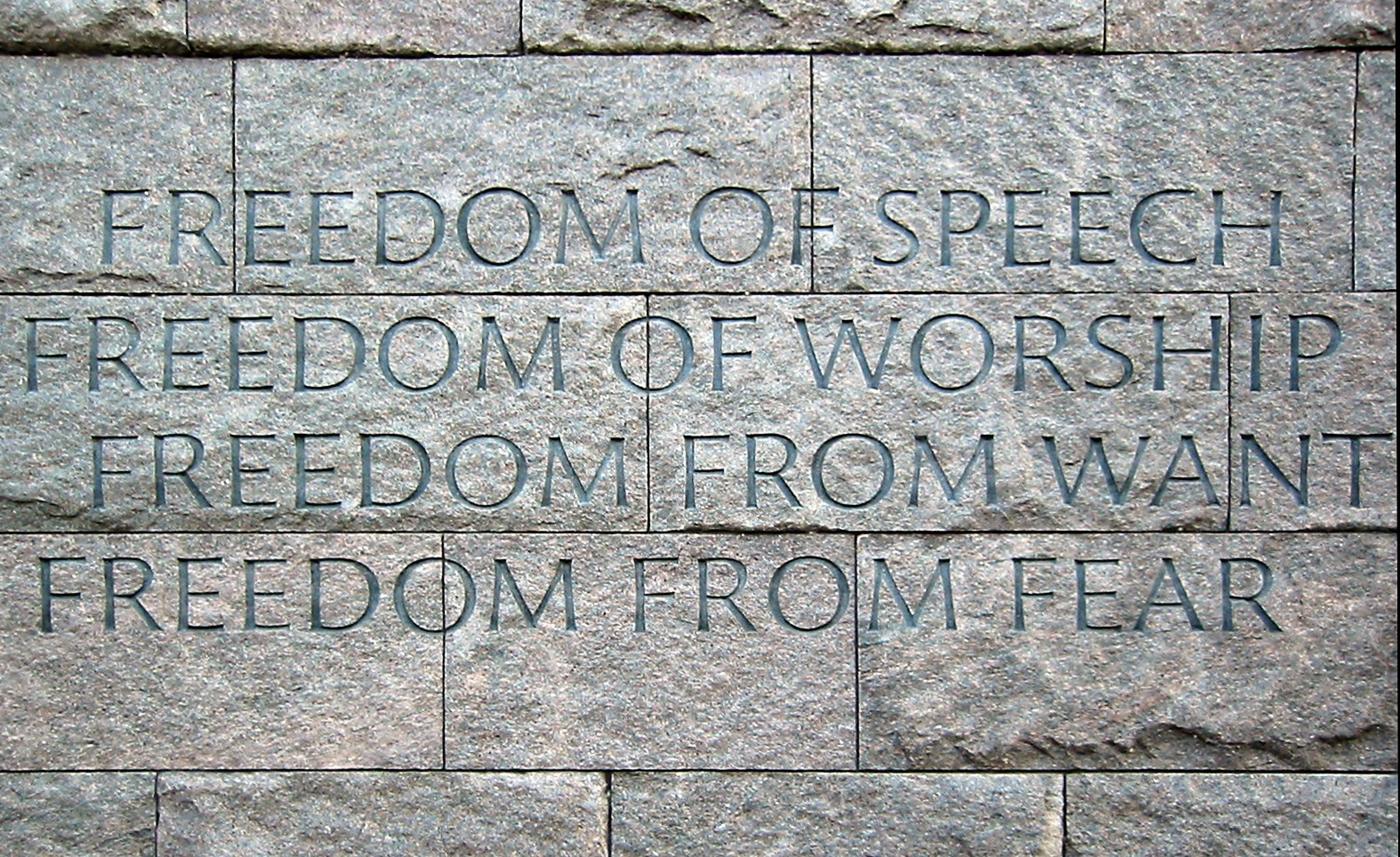
在華盛頓的富蘭克林·羅斯福紀念館裡刻在牆上四大自由，由上而下是：言論自由、信仰自由、免於匱乏的自由、免於恐懼的自由

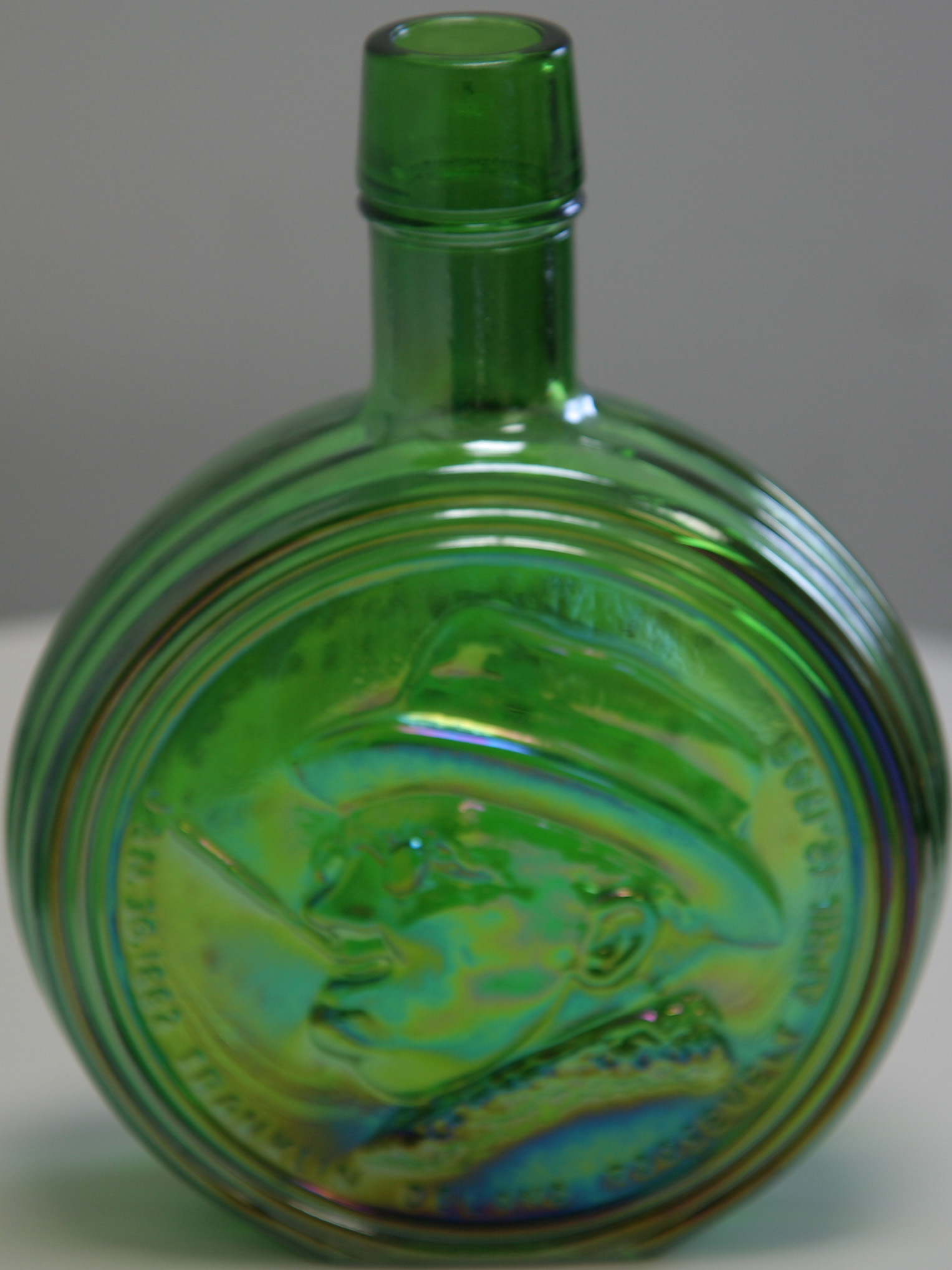
惠頓玻璃工業為紀念羅斯福的成就，在其總統酒瓶珍藏裡將羅斯福刁著煙斗的圖像鑄在正面，而反面則刻著「...我們只惧怕恐懼本身。」

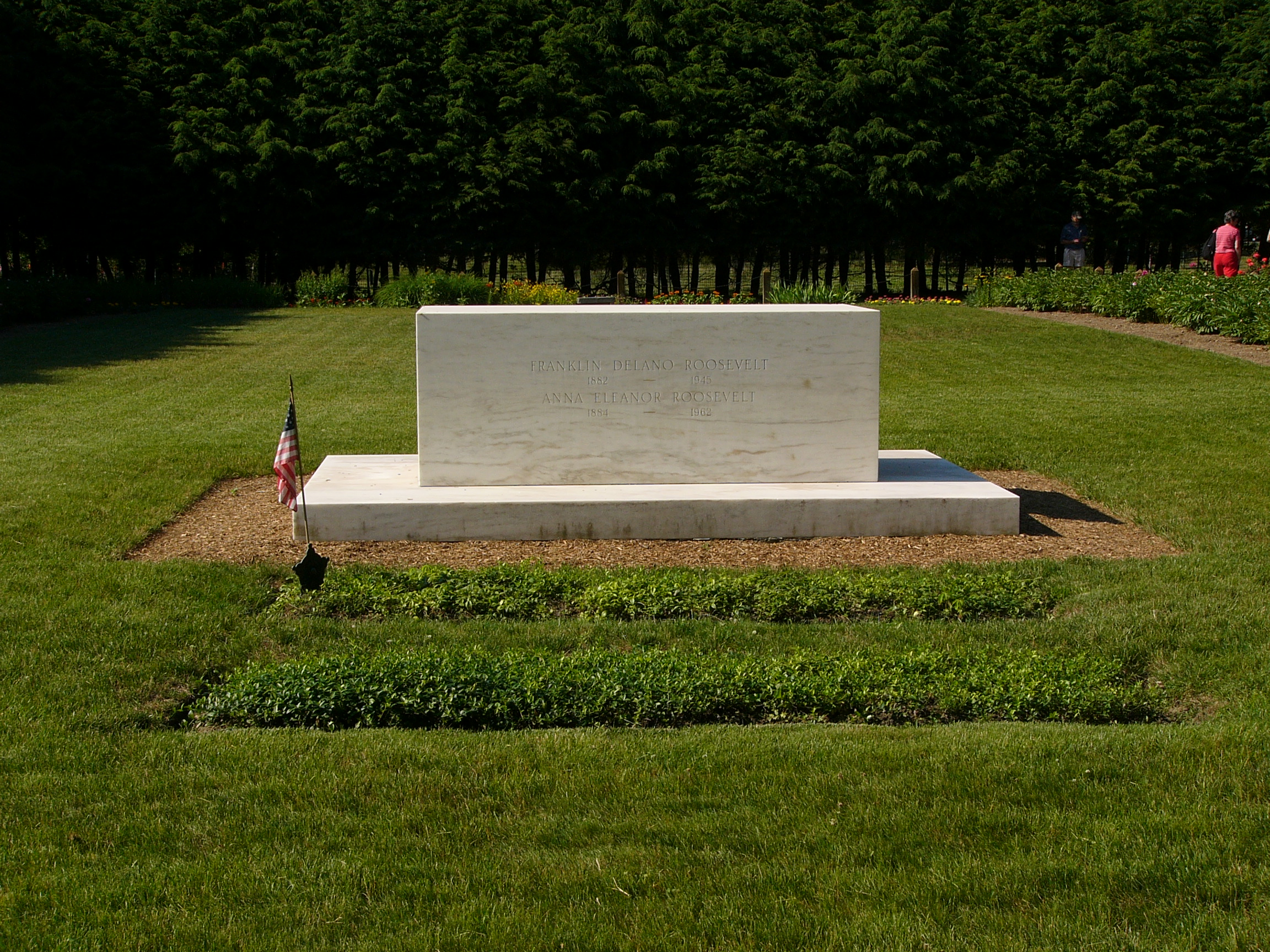
在羅斯福家族位於海德公园家玫瑰花園中的羅斯福和埃莉諾墓地

羅斯福始終被列為史上最偉大的美國總統之一，與亞伯拉罕·林肯和喬治·華盛頓並列。
1999年C-SPAN的民調發現，學術界的歷史學者廣泛地認為亞伯拉罕·林肯、喬治·華盛頓和羅斯福是三位最偉大美國總統，這與其他的民調結果相符。
根據蓋洛普民調結果，羅斯福是第六位20世紀以來最受美國公民尊敬的人。
在羅斯福當政期間以及其過世後，對羅斯福的批評不只是質疑其政策和立場，而且還質疑其鞏固權力的做法獨裁。這都是因為他長期擔任總統、於兩個重大危機時對人民的貢獻、以及他個人強大的人氣。羅斯福任內迅速擴大的政府重新定義在美國政府所應扮演的角色，並且羅斯福所宣傳的社會計劃重新定義子孫後代心目中的自由主義。
羅斯福扎實地確立美國在世界舞台上的領導作用，並就如他四大自由演說所揭櫫的，在戰時及戰後為美國所扮演積極角色奠立了基礎。然而，對羅斯福政府內部重大的間諜指控，如阿爾杰·希斯和哈里·迪克特·怀特，導致某些人指責羅斯福政府過於遷就斯大林。
在羅斯福死後對美國和世界政治而言，其妻埃莉諾仍然是一個強有力的存在。她出席會議決定聯合國設立，並且捍衛公民權利。許多羅斯福政府的舊成員在杜魯門政府、甘迺迪政府、以及詹森政府擔任主導的作用，這些人沒有一個不是懷抱著羅斯福的政治遺產。
羅斯福在海德公园的家現在是一個國家歷史遺址暨其總統圖書館所在地。他在喬治亞州沃姆斯普林斯的休息所，目前是座由喬治亞州營運的博物館。他在坎波貝洛島的夏天別墅目前名為羅斯福坎波貝洛國際公園由美國和加拿大政府所共同維護。該公園可經由富蘭克林·德拉諾·羅斯福橋抵達。
羅斯福紀念館坐落於華盛頓特區，與位於潮汐湖（Tidal Basin）旁的傑佛遜紀念堂為鄰，並且他的頭像出現在10美分硬幣上（美國人亦稱其為羅斯福10美分）。許多公園和學校，以及一艘航空母艦和一座巴黎的地鐵站以及在美國及世界各個角落數以百計的街道和廣場都以他的名字命名。
深思羅斯福的總統任內，「帶領美國走過經濟大蕭條和第二次世界大戰，邁入繁榮的未來」，羅斯福的傳記作家讓·愛德華·史密斯（Jean Edward Smith）在2007年如此說，「他把自己從輪椅上舉起，把整個國家自屈服中解放。」

## 美國境外紀念物
- 美國紐約曼哈頓東側沿東河興建的高速公路，名為羅斯福東河公園大道（英语：FDR Drive）。
- 法國巴黎地鐵富蘭克林·D·羅斯福站
- 法国里昂BRON区有条街道名为富兰克林·罗斯福。
- 荷蘭聖尤斯特歇斯的一座機場。
- 台灣台北市市中心的南向幹道，名為羅斯福路，為省道台9線的一部分。台北捷運新店線位於其下。
- 1945年至1949年間，天津市和平區的和平路，當時曾名為羅斯福路。
- 1945年五月，为纪念同年4月12日逝世的美国总统罗斯福，中国国民党第六次全国代表大会决议筹设“国立罗斯福图书馆”以永垂纪念。1947年5月1日，国立罗斯福图书馆在重庆正式建成开放。国立罗斯福图书馆于1949年更名为“国立西南人民图书馆”，1955年更名为“重庆市图书馆”，1987年更名为“重庆图书馆”。2007年重庆图书馆迁往新址后，原址作为“罗斯福图书馆旧址”对外开放，主要收藏第二次世界大战与抗日战争重要历史文件。
- 罗斯福于1944年5月17日写成《致重庆市民的纪念状》（又译“致蒋介石并转重庆人民的信函”），并由同年六月访华的时任副总统亨利·阿加德·华莱士交予蒋介石。这份文件藏于1947年建成的抗战胜利纪功碑（现名重庆人民解放纪念碑）碑底。

### 引用
1. ↑  Hakim, Joy. . 紐約: Oxford University Press. 1995: 100–104. ISBN 0-19-509514-6 （英语）.
2. ↑  .   [2012年2月5日] （英语）.[]
3. ↑  .   [2007-11-23]. （原始内容存档于2007-11-14） （英语）.
4. ↑  Smith, Jean Edward FDR，第17頁，兰登书屋，（2007年）ISBN 978-1-4000-6121-1
5. ↑  Smith, Jean Edward FDR，第10頁，兰登书屋，（2007年）ISBN 978-1-4000-6121-1
6. ↑  Patrick D. Reagan. . Univ of Massachusetts Press. 2000: 29. ISBN 9781558492301 （英语）.
7. ↑  Smith, Jean Edward FDR，第10-13頁，兰登书屋，（2007年）ISBN 978-1-4000-6121-1
8. ↑  Eleanor and Franklin, Lash (1971), 111 et seq.
9. 1 2  . The Eleanor Roosevelt Papers.   [2013-12-18]. （原始内容存档于2002-12-04） （英语）.
10. 1 2  Smith，第160頁
11. ↑  . ABC News.   [2007-10-19]. （原始内容存档于2007-10-21） （英语）.
12. ↑  Smith，第163頁
13. ↑  . Eleanor Roosevelt National Historic Site. 2003  [2003-03-02]. （原始内容存档于2007-10-19） （英语）.
14. ↑  . Eleanor Roosevelt National Historic Site. 2003  [2003-03-02]. （原始内容存档于2007-12-18） （英语）.
15. ↑  . Eleanor Roosevelt National Historic Site. 2003  [2003-03-02]. （原始内容存档于2007-01-02） （英语）.
16. ↑  . Eleanor Roosevelt National Historic Site. 2003  [2003-03-02]. （原始内容存档于2007-03-09） （英语）.
17. ↑  . 华盛顿邮报. 1989  [2008-11-05]. （原始内容存档于2011-12-27） （英语）.
18. ↑  . Franklin & Eleanor Roosevelt Institute.   [2008-03-04]. （原始内容存档于2008-03-12） （英语）.
19. ↑  . Franklin D. Roosevelt. Spark Notes.   [2008-03-04]. （原始内容存档于2018-01-01） （英语）.
20. ↑  Arthur Schlesinger, The Crisis of the Old Order·第364頁·引用自1920年羅斯福在斯波坎、舊金山、森特勒利亞的演說講稿。該言詞充其量不過是在政治上不老練地自誇，旨在競選裡製造一些爭議而已。
21. ↑  . 美國鑄幣局.   [2008-10-11]. （原始内容存档于2009-01-11） （英语）.
22. ↑  Reiter, Ed. . PCGS. 1999-06-28  [2008-10-11]. （原始内容存档于2008-08-20） （英语）.
23. ↑  Goldman; et al.  (PDF). J Med Biography. 2003, 11: 232–240. （原始内容 (PDF)存档于2008-03-07） （英语）.
24. ↑  Morgan，第267、269-72、286-87頁
25. ↑  Whitman, Alden. . 紐約時報. 1976-06-10: 64 （英语）.
26. ↑  . TMR Scout Museum.   [2008-02-15]. （原始内容存档于2008-03-12） （英语）.
27. ↑  . 紐約時報. 1930-08-24: 21  [2008-04-22]. （原始内容存档于2012-10-09） （英语）.
28. ↑  Campbell, Thomas P. . Scouting (magazine). Boy Scouts of America. 2003. （原始内容存档于2007-06-29） （英语）.
29. ↑  . Franklin and Eleanor Roosevelt Institute. 1932-07-02  [2009-01-20]. （原始内容存档于2009-01-13） （英语）.
30. ↑  Great Speeches，富兰克林·德拉诺·罗斯福，（1999年），第17頁
31. ↑  Kennedy, 102.
32. ↑  Great Speeches，富兰克林·德拉诺·罗斯福，（1999年）
33. ↑  Collins, Robert. . Oxford University Press. 2002-04-04: 5. ISBN 978-0195152630 （英语）.
34. ↑  Sternsher, Bernard. . Journal of Interdisciplinary History. 1975, 6 (1): 第127–149頁 （英语）.
35. ↑  Gibbs, Nancy. . 時代雜誌. 2008年11月10日  [2008年12月25日]. （原始内容存档于2013年8月26日） （英语）.
36. ↑  Freidel (1973) 3:170–73
37. ↑  Freidel (1973) v. 4:145ff
38. ↑  Alter, Jonathan. . Simon and Schuster. 2006-05-02: 190. ISBN 978-0743246002 （英语）.
39. ↑  Kennedy, Susan Estabrook. . 時代雜誌. 1933-03-13  [2008-03-02]. （原始内容存档于2007-09-30） （英语）.
40. ↑  . Inaugural Addresses of the Presidents of the United States. Bartleby.com.   [2008-03-02]. （原始内容存档于2009-03-01） （英语）.
41. ↑  Leuchtenburg，（1963年），第1-2章
42. ↑  Roosevelt, Franklin Delano. . Wikisource.   [2003-03-02]. （原始内容存档于2006-09-13） （英语）.
43. ↑  Samuelson, Paul Anthony. John R. Coleman, Robert L. Bishop and Phillip Saunders , 编. . McGraw Hill. 1964: 140. ASIN: B000LILNBQ.
44. ↑  Hawley, Ellis. . Princeton University Press. 1966: 第124頁. ASIN: B000RB44GI （英语）.
45. ↑  譯按：英文pump-priming，直譯為「汞吸」，指的是政府帶頭消費以促進民間消費的手段
46. ↑  . Blanchard Online.   [2003-03-02]. （原始内容存档于2007-02-11） （英语）.
47. ↑  . The Privateer Gold Pages.   [2003-03-02]. （原始内容存档于2003-02-09） （英语）.
48. ↑  Gnazzo, Douglas V. . Safehaven.   [2003-03-02]. （原始内容存档于2005-09-24） （英语）.
49. ↑  Willis, Kent. . Safehaven.   [2003-03-02]. （原始内容存档于2004-12-16） （英语）.
50. ↑  Darby, Michael R. . Journal of Political Economy. 1976, 84 (1): 第1–16頁 （英语）.
51. ↑  Fried, Albert. . Palgrave Macmillan. 2001-01-06: 第120–123頁. ISBN 978-0312238278 （英语）.
52. ↑  Id.
53. 1 2  Leuchtenburg，（1963年）
54. ↑  Historical Statistics (1976) series Y457, Y493, F32.
55. ↑  Parker.
56. ↑  Smiley，（1983年）
57. ↑  Historical Stats. U.S. (1976) series F31
58. ↑  Historical Statistics US (1976) series D-86; Smiley 1983
59. ↑  Smiley, Gene. . Journal of Economic History. June 1983, 43: 第487–93頁 （英语）.
60. ↑  . 紐約時報.   [2006-05-20]. （原始内容存档于2006-05-24） （英语）.
61. ↑  達比計算WPA工人當作在職人口數；列伯卡德（Lebergott）則根據後面資料來源計算失業人數：Smiley.  ((1976) D-86). 1983 （英语）.與Smiley, Gene. . Journal of Economic History. June 1983, 43: 第487–93頁 （英语）.
62. ↑  Leuchtenburg，（1963年），第199–203頁
63. ↑  Leuchtenburg，（1963年），第203–210頁
64. ↑  Leuchtenburg，（1963年），第183–196頁
65. ↑  Pusey, Merlo J.  9 (3). American Heritage Magazine. April 1958  [2008-12-27]. （原始内容存档于2006-05-07） （英语）.
66. ↑  Leuchtenburg，（1963年），第231–39頁
67. ↑  Leuchtenburg，（1963年），第239–43頁
68. ↑  Leuchtenburg，（1963年），第11章
69. ↑  Leuchtenburg，（1963年），第12章
70. ↑  Roosevelt, Franklin Delano. . Wikisource.   [2003-03-02]. （原始内容存档于2006-09-13） （英语）.
71. 1 2  Adamthwaite, Anthony. . Routledge. 1977-05-12: 209. ISBN 978-0714630359 （英语）.
72. ↑  Caputi, Robert. . Susquehanna University Press. February 2000: 176 （英语）.
73. ↑  Keylor, William. . Joel Blatt  (编). . Berghahn Books. 2001: 第234–235頁. ISBN 9781571812261 （英语）.
74. ↑  Keylor, William，（2001年），第234頁
75. ↑  Keylor, William，（2001年），第235-236頁
76. ↑  Keylor, William，（2001年），第237頁
77. ↑  Keylor, William，（2001年），第238頁
78. ↑  Keylor, William，（2001年），第233-244頁
79. ↑  . Princeton University Library.   [2008-03-11]. （原始内容存档于2007-06-24） （英语）.
80. ↑  Wikisource裡的演說全文
81. ↑  Burns 1:408–15, 422–30; Freidel (1990) 343–6
82. ↑  Churchill, The Grand Alliance（1977）at 119.
83. ↑  Watson, Mark Skinner. . 1950: 第331–366頁  [2008-12-28]. （原始内容存档于2008-02-10） （英语）.
84. ↑  Wedemeyer, Albert C. . New York: Henry Holt. 1958: 第63頁以後. ASIN: B000OLIH96 （英语）.
85. ↑  Williams, E. Kathleen; Fellow, Louis E. Asher. . : 178  [2008-12-25]. （原始内容存档于2008-12-21） （英语）.
86. ↑  Fleming, Thomas. . 紐約: Basic Books. 2001: 1. ASIN: B000UD5ZWU （英语）.
87. ↑  Theobald, Robert. . 紐約: Devin-Adair. 1954: 28. ASIN: B000H3U9II （英语）.
88. ↑  Sainsbury, Keith. . NYU Press. 1994-08-01. ISBN 978-0814779910 （英语）.
89. ↑  . millercenter.org. 2016-10-04  [2023-04-03]. （原始内容存档于2021-03-24） （英语）.
90. ↑  . National Archives. 2016-08-15  [2023-04-03]. （原始内容存档于2023-01-01） （英语）.
91. ↑  Bercuson, David, and Herwig, Holger H. . Overlook TP. 2006-10-31. ISBN 978-1585678464 （英语）.
92. ↑  Roosevelt, Franklin. . Warsaw Uprising Documents, Roosevelt Papers, Map Room Papers, Box 6. Project InPosterum.   [2008-02-10]. （原始内容存档于2019-01-31） （英语）. I do not consider it advantageous to the long range general war prospect for me to join with you in the proposed message to U.J. [Uncle Joe].
93. ↑  .   [2008-08-11]. （原始内容存档于2008-05-13） （英语）.
94. ↑  . Saudi-US relations Information Service.   [2008-03-02]. （原始内容存档于2007-09-28） （英语）.
95. ↑  . Navy History.   [2008-03-02]. （原始内容存档于2008-05-17） （英语）.
96. ↑  Black, Conrad. . PublicAffairs. 2005-03-15: 1075. ISBN 9781586482824 （英语）.
97. ↑  . New York Times. 1945-03-01  [2008-03-02]. （原始内容存档于2007-10-11） （英语）.
98. ↑  Dallek, Robert.  2nd ed. USA: Oxford University Press. 1995-05-25: 520. ISBN 978-0195097320 （英语）.
99. ↑  Lamb, Richard. . Da Capo Press. 1996-03-21: 287. ISBN 978-0306806889 （英语）.
100. ↑  Kearns Goodwin, Doris, , 時代雜誌, 2000-01-03  [2008-10-09], （原始内容存档于2009-11-10）
101. ↑  . 凤凰网.   [2012年]. （原始内容存档于2012-03-31） （中文（中国大陆））.
102. ↑  於許多研究如Arthur Morse的While Six Million Died: A Chronicle of American Apathy (New York, 1968), David S. Wyman's Paper Walls: America and the Refugee Crisis, 1938–1941 (Boston, 1968)，以及Henry L. Feingold的The Politics of Rescue: The Roosevelt Administration and the Holocaust, 1938–1945 (New Brunswick, NJ, 1970)
103. ↑  2013 National Black Ribbon Day Commemoration events announced （页面存档备份，存于）, eesti.ca
104. ↑  Ball, Howard. . USA: Oxford University Press. 1996-09-12: 第9頁. ISBN 0-19-507814-4 （英语）.
105. ↑  Ball, Howard. . USA: Oxford University Press. 1996-09-12: 第14頁. ISBN 0-19-507814-4 （英语）.
106. ↑  Bailey, Thomas A. . APPLETON CENTURY CROFTS. 1966. ASIN: B000Q9HM2O （英语）.，一本由主流史學家的非計量評估；
Degregorio, William A.  第四版. Barricade Books. 2005-10-25. ISBN 978-1569802861 （英语）.，包含1962年和1982次民調的結果；
Faber, Charles F.; Faber, Richard B., , McFarland & Company, Inc., 2005-12-06, ISBN 978-0786426102；
 Felzenberg, Alvin S.“There You Go Again: Liberal Historians and the New York Times Deny Ronald Reagan His Due,”Policy Review, March—April 1997；
. Pennsylvania State University Press. April 1999. ISBN 978-0271018775 （英语）. Authors list列表中的|first1=缺少|last1= (帮助)；
Miller, Nathan. . Scribner. 1999-02-25. ISBN 978-0684852065 （英语）.；
Murray, Robert K.; Blessing, Tim H.,  2 Updated edition, Pennsylvania State University Press, 1988-12-31, ISBN 978-0271024868；
Pfiffner, James P. . White House Studies. 2003, 3: 第23頁後 （英语）.；
Ridings, William J., Jr.; McIver, Stuart B., , Citadel, March 1997, ISBN 0-8065-1799-9；
Schlesinger, Jr. Arthur M. . Political Science Quarterly. 1997, (112): 第179–90頁 （英语）.；
Skidmore, Max J. . McFarland & Company. May 2004. ISBN 978-0786418206 （英语）.；
Skidmore, Max J. . White House Studies. 2001, 1 (4): 第495+ 頁 （英语）.；
Taranto, James; Leo, Leonard (编), , Free Press, 2004-06-01, ISBN 0-7432-5433-3，華盛頓特區聯邦主義者協會民調結果；
Vedder, Richard; Gallaway, Lowell, , Denson, John V.  (编), , Mises Institute, June 2001, ISBN 0945466293。
107. ↑  來自.   [2008-12-31]. （原始内容存档于2011-07-10） （英语）.
例如：
  - .   [2008-12-31]. （原始内容存档于2011-07-10） （英语）.
  - .   [2008-12-31]. （原始内容存档于2005-11-02） （英语）.
  - . Grand Valley State University.   [2008-12-31]. （原始内容存档于2009-02-07） （英语）.
  - David Gergen. . 華盛頓郵報. 2008-05-13  [2009-01-20]. （原始内容存档于2009-01-06） （英语）.
108. ↑  Leuchtenburg, William E. . . Columbia University Press. 1995  [2008-12-31]. ASIN: B000OPKU06. （原始内容存档于2011-11-02） （英语）.
109. ↑  Schlesinger, Arthur Jr. . . 波士頓: Houghton Mifflin Company. 1962-01-01  [2008-12-31]. ASIN: B001K24R5G. （原始内容存档于2019-06-01） （英语）.
110. ↑  Leuchtenburg, William E.  3 Rev Upd ed. Cornell University Press. October 2001. ISBN 978-0801487378 （英语）.
111. ↑  Jean Edward Smith, FDR，紐約，兰登书屋，（2007年）ISBN 978-1-4000-6121-1

### 主要來源
- 美国人口调查局，Statistical Abstract of the United States: 1951 (1951)完整而有用的資料；線上存取（页面存档备份，存于）
- 美国人口调查局，Historical Statistics of the United States: Colonial Times to 1970 (1976)
- Cantril, Hadley and Mildred Strunk, eds.; Public Opinion, 1935–1946 (1951)，美國許多民意調查的大規模彙整
- Gallup, George Horace, ed. The Gallup Poll; Public Opinion, 1935–1971 3 vol (1972)報紙報導的每次民調結果總結。
- Loewenheim, Francis L. et al, eds; Roosevelt and Churchill: Their Secret Wartime Correspondence (1975)
- Moley, Raymond. After Seven Years (1939)，智囊團關鍵時刻回憶錄
- Nixon, Edgar B. ed. Franklin D. Roosevelt and Foreign Affairs (3 vol 1969)，涵蓋1933年至1937年。2nd series 1937–39 available on microfiche and in a 14 vol print edition at some academic libraries.
- Roosevelt, Franklin D.; Rosenman, Samuel Irving, ed. The Public Papers and Addresses of Franklin D. Roosevelt (13 vol, 1938, 1945)；僅包括公開資料（不包含信件）；涵蓋1928年到1945年
- Zevin, B. D. ed.; Nothing to Fear: The Selected Addresses of Franklin Delano Roosevelt, 1932–1945 (1946)演說精選
- Documentary History of the Franklin D. Roosevelt Administration 20冊可見於某些大型學校圖書館
- Roosevelt, Franklin D.; Myron C. Taylor, ed. Wartime Correspondence Between President Roosevelt and Pope Pius XII.由教宗庇護十二世與哈利·S·杜鲁门。Kessinger Publishing（1947出版，2005年重印）. ISBN 978-1-4191-6654-9

### 傳記
- Black, Conrad. Franklin Delano Roosevelt: Champion of Freedom, 2003.
- Burns, James MacGregor. Roosevelt (1956, 1970), 2 vol；解釋性質的學術性傳記，側重於政治；第二冊側重於戰時
- Coker, Jeffrey W. Franklin D. Roosevelt: A Biography. Greenwood, 2005. 172 pp.
- Freidel, Frank. Franklin D. Roosevelt: A Rendezvous with Destiny (1990)，單冊的學術性傳記。涵蓋其一生
- Freidel, Frank. Franklin D. Roosevelt (4 vol 1952–73)，最詳細的學術性傳記。結束於1934年。
- Davis, Kenneth S. FDR: The Beckoning of Destiny, 1982–1928 (1972)
- Goodwin, Doris Kearns. No Ordinary Time: Franklin and Eleanor Roosevelt: The Home Front in World War II (1995)
- Jenkins, Roy. Franklin Delano Roosevelt (2003)英國觀點的短篇傳記
- Lash, Joseph P. Eleanor and Franklin: The Story of Their Relationship Based on Eleanor Roosevelt's Private Papers (1971)，婚姻史
- Morgan, Ted, FDR: A biography, (1985)，一本廣受歡迎的傳記
- Ward, Geoffrey C. Before The Trumpet: Young Franklin Roosevelt, 1882–1905 (1985); A First Class Temperament: The Emergence of Franklin Roosevelt, (1992)，涵蓋1905年至1932年

### 學術性次要來源
- Alter, Jonathan. The Defining Moment: FDR's Hundred Days and the Triumph of Hope (2006)，一般史
- Beasley, Maurine, et al eds. The Eleanor Roosevelt Encyclopedia (2001)線上閱讀（页面存档备份，存于）
- Bellush, Bernard; Franklin D. Roosevelt as Governor of New York (1955)線上閱讀（页面存档备份，存于）
- Graham, Otis L. and Meghan Robinson Wander, eds. Franklin D. Roosevelt: His Life and Times. (1985)。百科全書
- Kennedy, David M. Freedom From Fear: The American People in Depression and War, 1929–1945. (1999)，關於廣泛的國家事務民調
- Leuchtenburg, William E. Franklin D. Roosevelt and the New Deal, 1932–1940. (1963)。對該時代的沿革詮釋
- Leuchtenburg, William E. In the Shadow of FDR: From Harry Truman (2001)，他的長遠影響
- Leuchtenburg, William E. "Showdown on the Court." Smithsonian 2005 36(2): 106–113. Issn: 0037-7333 Fulltext: at Ebsco
- McMahon, Kevin J. Reconsidering Roosevelt on Race: How the Presidency Paved the Road to Brown. U. of Chicago Press, 2004. 298 pp.
- Parmet, Herbert S. and Marie B. Hecht; Never Again: A President Runs for a Third Term (1968)1940年大選
- Ritchie, Donald A,; Electing FDR: The New Deal Campaign of 1932 U. Press of Kansas, 2007.
- Rosen, Elliot A. Roosevelt, the Great Depression, and the Economics of Recovery. U. Press of Virginia, 2005. 308 pp.
- Schlesinger, Arthur M. Jr., The Age of Roosevelt, 3 vols, (1957–1960)，古典敘事史。強烈支持羅斯福。線上閱讀 vol 2 vol 3
- Shaw, Stephen K.; Pederson, William D.; and Williams, Frank J., eds. Franklin D. Roosevelt and the Transformation of the Supreme Court. Sharpe, 2004.
- Sitkoff, Harvard, ed. Fifty Years Later: The New Deal Evaluated (1985)
- Hakim, Joy. . New York: Oxford University Press. 1995: 100–104. ISBN 0-19-509514-6.

### 外交政策與二次大戰
- Beschloss, Michael R. The Conquerors: Roosevelt, Truman and the Destruction of Hitler's Germany, 1941–1945 (2002).
- Burns, James MacGregor. Roosevelt: Soldier of Freedom (1970)，第2卷涵蓋戰爭年代
- Wayne S. Cole, "American Entry into World War II: A Historiographical Appraisal," The Mississippi Valley Historical Review, Vol. 43, No. 4. (Mar., 1957), pp. 595–617.
- Dallek, Robert. Franklin D. Roosevelt and American Foreign Policy, 1932–1945 (2nd ed. 1995)外交政策的廣泛民調反應
- Glantz, Mary E. FDR and the Soviet Union: The President's Battles over Foreign Policy. U. Press of Kansas, 2005. 253 pp.
- Heinrichs, Waldo. Threshold of War. Franklin Delano Roosevelt and American Entry into World War II (1988).
- Kimball, Warren. The Juggler: Franklin Roosevelt as World Statesman (1991)
- Langer, William and S. Everett Gleason. The Challenge to Isolation, 1937–1940 (1952). The Undeclared War, 1940–1941 (1953)。很有影響力的兩卷半官方史
- Larrabee, Eric. Commander in Chief: Franklin Delano Roosevelt, His Lieutenants, and Their War.羅斯福如何處理戰爭的歷史
- Weinberg, Gerhard L. A World at Arms: A Global History of World War II (1994)。總體戰爭史，強調羅斯福和其他主要領導人的外交
- Woods, Randall Bennett. A Changing of the Guard: Anglo-American Relations, 1941–1946 (1990)

### 批評
- Barnes, Harry Elmer. Perpetual War for Perpetual Peace: A Critical Examination of the Foreign Policy of Franklin Delano Roosevelt and Its Aftermath (1953)。「修正主義者」指責羅斯福煽動日本攻擊。
- Best, Gary Dean. The Retreat from Liberalism: Collectivists versus Progressives in the New Deal Years (2002)批評支持羅斯福的知識分子。
- Best, Gary Dean. Pride, Prejudice, and Politics: Roosevelt Versus Recovery, 1933–1938 Praeger Publishers. 1991；總結報刊社論。
- Conkin, Paul K. New Deal (1975)，來自左派的批評。
- Doenecke, Justus D. and Stoler, Mark A. Debating Franklin D. Roosevelt's Foreign Policies, 1933–1945. Rowman & Littlefield, 2005. 248 pp.
- Flynn, John T. The Roosevelt Myth (1948)，前社會主義人士譴責羅斯福所有觀點。
- Moley, Raymond. After Seven Years (1939)轉成保守派的前智囊團內部回憶錄。
- Russett, Bruce M. No Clear and Present Danger: A Skeptical View of the United States Entry into World War II 2nd ed. (1997)敘述美國應該讓蘇聯和德國互相毀滅。
- Plaud, Joseph J. Historical Perspectives on Franklin D. Roosevelt, American Foreign Policy, and the Holocaust (2005).Archived at the FDR American Heritage Center Museum Website
- Powell, Jim. FDR's Folly: How Roosevelt and His New Deal Prolonged the Great Depression. (2003)，對羅斯福所有政策的攻擊。
- Robinson, Greg. By Order of the President: FDR and the Internment of Japanese Americans (2001)說羅斯福的種族主義是主要該譴責的地方。
- Schivelbusch, Wolfgang. Three New Deals: Reflections on Roosevelt's America, Mussolini's Italy, and Hitler's Germany, 1933–1939 (2006)比較家長主義者和平民主義者的特性。
- Smiley, Gene. Rethinking the Great Depression (1993)經濟學家的短文著作，同時指責胡佛和羅斯福的政策。
- Wyman, David S. The Abandonment Of The Jews: America and the Holocaust Pantheon Books, 1984.攻擊羅斯福消極性共謀姑息，讓大屠殺發生。

### 羅斯福發表的言論
- Braden, Waldo W., and Earnest Brandenburg. "Roosevelt's Fireside Chats." Communication Monographs' 22 (1955): 290–302.
- Buhite, Russell D. and David W. Levy, eds. FDR's Fireside Chats (1993)
- Craig, Douglas B. Fireside Politics: Radio and Political Culture in the United States, 1920–1940 (2005)
- Crowell, Laura. "Building the "Four Freedoms" Speech." Communication Monographs 22 (1952): 266–283.
- Crowell, Laura. "Franklin D. Roosevelt's Audience Persuasion in the 1936 Campaign." Communication Monographs 17 (1950): 48–64
- Houck, Davis W. F. D. R. and Fear Itself: The First Inaugural Address. Texas A&M UP, 2002.
- Houck, Davis W. Rhetoric as Currency: Hoover, Roosevelt, and the Great Depression. Texas A&M UP, 2001.
- Ryan, Halford Ross. "Roosevelt's First Inaugural: A Study of Technique." Quarterly Journal of Speech 65 (1979): 137–149.
- Ryan, Halford Ross. Franklin D. Roosevelt's Rhetorical Presidency. Greenwood Press, 1988.
- Stelzner, Hermann G. "'War Message,' December 8, 1941: An Approach to Language." Communication Monographs 33 (1966): 419–437.

## 外部連結
- （英文）富兰克林·德拉诺·罗斯福：資源指南（页面存档备份，存于） 美國國會圖書館資源
- （英文）新政網路（页面存档备份，存于） 大量的照片與重要資源
- （英文）與艾瑞卡·赫賓關於羅斯福政策的訪談
- （英文）羅斯福政治漫畫檔案庫（页面存档备份，存于）
- （英文）羅斯福在紐約州海德公园的家（页面存档备份，存于）
- （英文）羅斯福在坎波貝洛島的夏天別墅（页面存档备份，存于）
- （英文）羅斯福在喬治亞州沃姆斯普林斯的休養所
- （英文）羅斯福在華盛頓特區的紀念館（页面存档备份，存于）
- （英文）富蘭克林·羅斯福總統圖書館暨博物館** （英文） （页面存档备份，存于）
  - （英文）關於羅斯福政府的學術資料（页面存档备份，存于）
- （英文）1923年5月28日《時代雜誌》封面：富蘭克林·D·羅斯福（页面存档备份，存于）
- （英文）羅斯福在沃姆斯普林斯（页面存档备份，存于）
- （英文）"American Experience: The Presidents: FDR"（页面存档备份，存于），公共電視網1994年電視紀錄片（英文）iTunes格式免費下載
- （英文）米勒公眾事務中心裡關於羅斯福大量的論文，與關於其內閣閣員與第一夫人的短篇論文
- （英文）富蘭克林·D·羅斯福美國傳統中央博物館（页面存档备份，存于） 世界上最大的有關羅斯福親屬資源之一
- （英文）1913年至1945年富蘭克林·D·羅斯福的照片集（页面存档备份，存于） 美國國家檔案庫的相片集錦

### 演講與名言：語音與文字紀錄
- （英文）米勒公眾事務中心裡全部超過40個羅斯福演講的語音（包括全部的爐邊談話） (UVa)
- （英文）米勒公眾事務中心裡的羅斯福白宮機密檔案（UVa）
- （英文）Franklin D. Roosevelt美國總統專題（页面存档备份，存于） 於加利福尼亞大學聖塔芭芭拉分校
  - （英文）富蘭克林·D·羅斯福總統的公開報告（页面存档备份，存于）
  - （英文）國情咨文（页面存档备份，存于）
    - （英文）1934年（页面存档备份，存于），（英文）1935年（页面存档备份，存于），（英文）1936年（页面存档备份，存于），（英文）1937年（页面存档备份，存于），（英文）1938年（页面存档备份，存于），（英文）1939年（页面存档备份，存于），（英文）1940年（页面存档备份，存于），（英文）1941年（页面存档备份，存于），（英文）1942年（页面存档备份，存于），（英文）1943年（页面存档备份，存于），（英文）1944年（页面存档备份，存于）

  - （英文）State of the Union Written Messages（页面存档备份，存于）
    - （英文）1945年（页面存档备份，存于）

  - （英文）就職演說（页面存档备份，存于）
    - （英文）1933年（页面存档备份，存于），（英文）1937年（页面存档备份，存于），（英文）1941年（页面存档备份，存于），（英文）1945年（页面存档备份，存于）

  - （英文）爐邊談話（页面存档备份，存于）
  - （英文）總統大選（页面存档备份，存于）
    - （英文）1932年（页面存档备份，存于），（英文）1936年（页面存档备份，存于），（英文）1940年（页面存档备份，存于），（英文）1944年（页面存档备份，存于）

  - （英文）32羅斯福語音與視頻片段（页面存档备份，存于）
- （英文）羅斯福 - 國恥之日視頻片段（2分鐘）
- （英文）演說語音片段
- （英文）第一次就職演說，耶魯大學提供
- （英文）第二次就職演說，耶魯大學提供
- （英文）第三次就職演說，耶魯大學提供
- （英文）第四次就職演說，耶魯大學提供
- （英文）1937年3月9日最高法院改造計劃（页面存档备份，存于）
- （英文）1940年6月10日維吉尼亞大學畢業典禮致詞演說（「刀刺在背」演說）
- （英文）IPL POTUS - 富兰克林·德拉诺·罗斯福（页面存档备份，存于）
- （英文）羅斯福總統政治卡通檔案庫（页面存档备份，存于）
- （英文）羅斯福在亞特蘭大會議
- （英文）富蘭克林·D·羅斯福連結（页面存档备份，存于）
- Franklin D. Roosevelt的作品  - 古騰堡計劃
- （英文）「快樂的戰士」 - 羅斯福寫的阿爾·史密斯傳記

| 美国政治职务               | 美国政治职务                 | 美国政治职务         |
| -------------------------- | ---------------------------- | -------------------- |
| 前任： 赫伯特·胡佛         | 第32任美国总统 1933年—1945年 | 繼任： 哈利·S·杜鲁门 |
| 前任： 艾尔弗雷德·E·史密斯 | 纽约州州长 1929年—1932年     | 繼任： 赫伯特·H·莱曼 |